# Auguste Comte
Pour les articles homonymes, voir Comte (homonymie).
Auguste Comte, né Isidore Marie Auguste François Xavier Comte le 19 janvier 1798 (30 nivôse an VI) à Montpellier et mort le 5 septembre 1857 à Paris, est un philosophe et sociologue français, fondateur du positivisme.
Entré à l'École polytechnique dans la promotion 1814 à l'âge précoce de 16 ans, il en est exclu avec toute sa promotion à la Restauration à cause de ses idées politiques. Son intérêt profond pour l'enseignement constitue le fil rouge de sa carrière. Il est tour à tour professeur particulier de mathématiques, répétiteur et examinateur à l’École polytechnique, et il enseigne dans un établissement préparatoire aux concours scientifiques. Ses talents de pédagogue s'exercent également pendant plus de vingt-cinq ans dans les cours publics d'astronomie, puis d'histoire, qu'il destine à un public ouvrier.
Il développe pendant toute sa vie un système philosophique, le positivisme, qui part d'une théorie de la connaissance reposant sur la loi des trois états pour proposer une classification des sciences. Cette classification consacre l'avènement de la physique sociale, appelée sociologie à partir de 1839. Cette dernière aboutit elle-même à une politique et à une morale. Entre 1845 et 1849, le positivisme prend un tournant religieux, qui se concrétise dans la fondation de la religion de l'Humanité, l'Humanité étant entendue par Comte comme « l’ensemble des êtres passés, futurs et présents qui concourent librement à perfectionner l'ordre universel ».
L'influence d'Auguste Comte sur l'épistémologie et la sociologie françaises est considérable. Le mouvement positiviste a connu un développement international important par l'intermédiaire de nombreux disciples étrangers : Brésil, Angleterre, Allemagne, Pays-Bas, Hongrie, Italie, Argentine, Mexique, Uruguay, Turquie.
Le dernier domicile parisien qu'il a occupé à partir de 1841 au 10, rue Monsieur-le-Prince (6e arrondissement) est aujourd'hui un appartement-musée ouvert aux visiteurs. Ses archives personnelles y sont conservées, ainsi que celles d'un grand nombre de sociétés positivistes et de disciples français comme étrangers.

## Biographie

### Jeunesse et formation (1798-1816)
Auguste Comte naît à Montpellier le 19 janvier 1798 dans une famille catholique et monarchiste. Son père, Louis-Auguste-Xavier Comte (1776-1859), est receveur des finances à la Recette générale du département de l'Hérault. Si Comte se brouillera par la suite avec son père pendant de nombreuses années, il est davantage lié à sa mère, Félicité-Rosalie Boyer (1764-1837). Il a également un frère, Adolphe, et une sœur, Alix.

#### Lycée de Montpellier

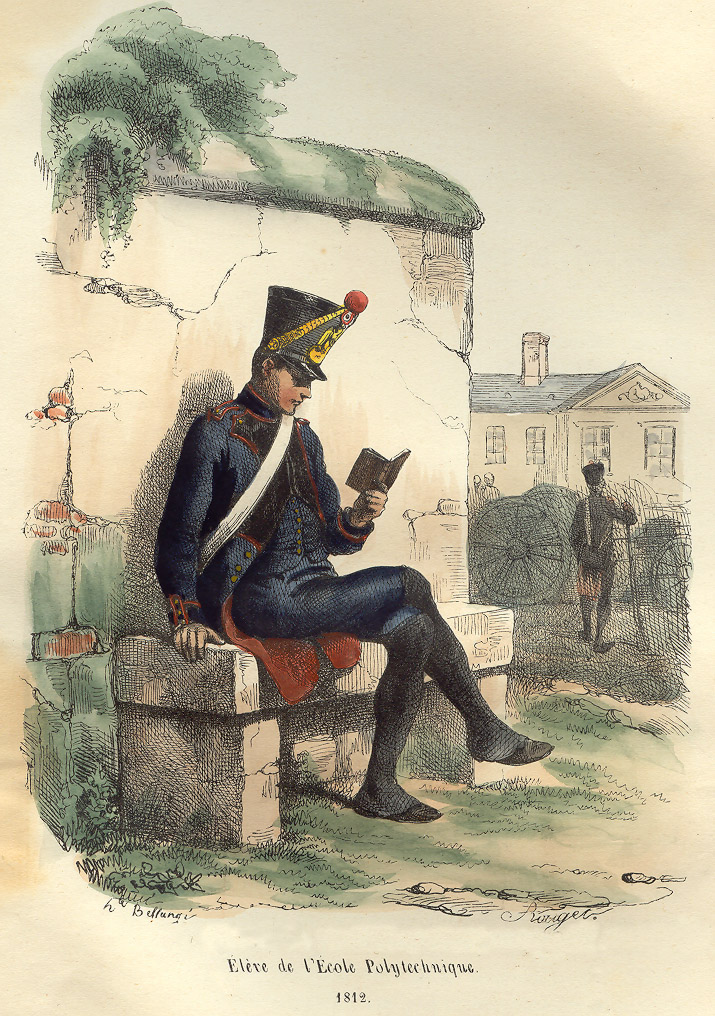
Un élève de l’École polytechnique par Bellangé (1812)

D'abord instruit par ses parents, Auguste Comte entre comme interne à l'âge de 9 ans au lycée de Montpellier. La génération du jeune Auguste Comte est profondément marquée par la Révolution française, tant du point de vue intellectuel que personnel. En dépit de ses origines familiales, il déclare avoir perdu la foi à l'âge de 13 ans, et développe peu de temps après des opinions républicaines. Il est un élève extrêmement brillant dans l'ensemble des matières enseignées, des mathématiques à la grammaire latine en passant par la rhétorique. Ses professeurs soulignent en particulier sa mémoire, qu'ils qualifient d'exceptionnelle.
Le mathématicien Daniel Encontre, professeur à l'université de Montpellier, dispense des cours spéciaux à Comte après que ce dernier a passé avec succès le concours de l'École polytechnique en 1813, sans pouvoir y être admis en raison de son âge — il n'a alors que 15 ans. Les encouragements de son maître, associés à ce succès et au caractère subversif de l'enseignement des sciences dans le système éducatif napoléonien, enracine durablement l'intérêt de Comte pour ces matières ainsi que pour l'enseignement. Lors de son second passage en 1814, il est reçu parmi les premiers à l’École polytechnique.

#### École polytechnique
Auguste Comte fait son entrée à l’École polytechnique le 2 novembre 1814. Avec le grade de caporal, il bénéficie de l'enseignement des scientifiques les plus renommés de leur discipline: Louis Poinsot, François Arago, Louis-Jacques Thénard, Alexis Petit ou encore Augustin Cauchy. Malgré un caractère quelque peu dissipé, il se distingue là encore aux yeux de ses professeurs. Un très fort esprit de corps se développe au sein de sa promotion : ses camarades le surnomment Sganarelle, en raison de son don pour la satire, ou le Philosophe.
Sa fiche matricule le décrit comme un jeune homme aux cheveux châtain-blond et aux yeux roux, de petite taille (1,59 m seulement), le nez retroussé, et le visage marqué de petite vérole, ainsi que d'une cicatrice à l'oreille. « Le Philosophe » développe malgré sa faible constitution de véritables capacités de meneur et un fort ascendant sur ses condisciples. Un de ses opposants, pourtant très hostile à ses idées, lui reconnaît ce trait de caractère :

« Auguste Comte était regardé à l’École polytechnique comme la plus forte tête de la promotion. Il était spirituel, pince-sans-rire, m’a dit un de ses anciens, capable d’une éloquence satirique et bouffonne, et à l’occasion même, d’une émotion communicative. On organisa, pendant sa seconde année d’études, une distribution de prix décernés par les anciens aux conscrits les plus sages et les plus vertueux. Comte présida la cérémonie, et, du commencement à la fin, — dix témoins me l’ont affirmé, — on y a ri de bon cœur. »

— J. Bertrand, Souvenirs académiques. Auguste Comte et l’École Polytechnique (1896)
Néanmoins, ses écarts au règlement finissent par lui faire perdre son grade de caporal en juin 1815. Les punitions se multiplient. À la Restauration, à la suite d'un incident déclenché par Comte lui-même en raison de son opposition au répétiteur Lefébure de Fourcy, toute sa promotion est congédiée en avril 1816 pour manque de discipline par le ministre de l'Intérieur le comte de Vaublanc. En réalité, cet acte d'insubordination semble avoir été un prétexte pour éliminer l'atmosphère républicaine qui régnait alors dans l’École, et une promotion suspectée de bonapartisme.
Avant de repartir pour Montpellier, Comte crée avec des camarades une Association des Élèves de l’École polytechnique destinée à renforcer leurs liens de solidarité, ce qui lui vaut d'être mis sous surveillance policière par Élie Decazes, alors ministre de la Police. Sa correspondance est interceptée et censurée.
Malgré ces évènements, la vie et la pensée d'Auguste Comte seront toujours liées à Polytechnique. Sa fascination pour les mathématiques, son intérêt pour la philosophie des sciences, et surtout son idéalisme scientifique y trouvent une grande partie de leurs racines. Un grand nombre de polytechniciens du XIXe siècle sont également devenus des réformateurs, cherchant dans leur compréhension des disciplines scientifiques des solutions au développement du progrès humain et à l'amélioration des structures sociales. À ce titre, le parcours de Comte peut être rapproché de ceux de Prosper Enfantin, Frédéric Le Play, Victor Considerant ou encore Georges Sorel.

### Difficiles débuts (1816-1828)
Après deux mois et demi à Montpellier, Auguste Comte retourne à Paris en juillet 1816. Il s'installe dans le Quartier Latin, et loue une chambre rue Neuve de Richelieu, près de la Sorbonne. Sans emploi et sans argent, il vit de l'aide financière accordée par ses parents tout en donnant des cours particuliers de mathématiques. Un projet de poste de professeur de géométrie dans une école américaine créée sur le modèle de Polytechnique, proposé par le général Simon Bernard, ne se concrétise pas, à la grande déception de Comte qui idéalise les États-Unis. Il mène alors une vie déréglée dans Paris, fréquentant assidument le théâtre et les prostituées, « dégoûtantes beautés de la galerie de Valois » du Palais royal.

#### Collaboration avec Saint-Simon

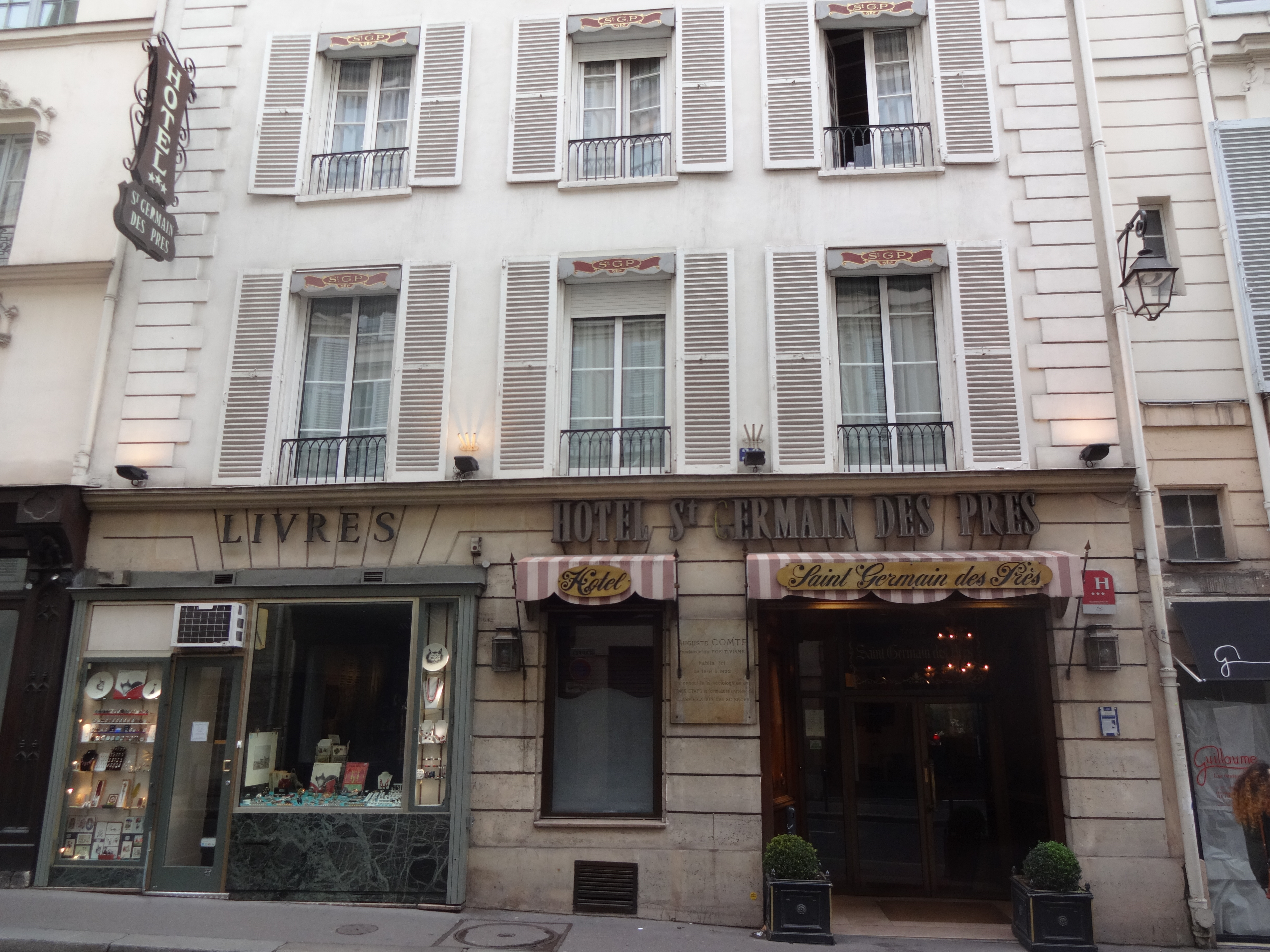
La résidence d'Auguste Comte de 1818 à 1822 dans le quartier latin à Paris

En plus de ses cours particuliers, Comte travaille également comme traducteur, en traduisant en français un traité de géométrie publié en 1811 par un mathématicien écossais, sur la proposition de son ancien professeur Jean-Nicolas-Pierre Hachette. La floraison de très nombreux nouveaux périodiques à cette époque, en particulier à Paris, lui ouvre également une carrière de journaliste. Activité considérée comme subversive, le journalisme lui apparaît alors comme l'expression de la « conscience de la nation » en raison du contrôle exercé par le gouvernement.
C'est dans ce contexte qu'il rencontre en août 1817 Claude-Henri de Rouvroy, comte de Saint-Simon, dont il devient le secrétaire pendant près de huit ans, entre 1817 et 1824. Il commence par écrire les quatre cahiers du troisième volume de L'Industrie, mais ce n'est pas un succès : dès sa publication, les souscripteurs sont mécontents et l'aide financière diminue. Il collabore activement à la rédaction d'articles de presse, mais aussi d'ouvrages philosophiques. Les réflexions saint-simoniennes sur le passage de l'âge théologique et féodal à l'âge positif et industriel l'inspirent durablement dans l'élaboration de la loi des trois états. Les articles de Comte dans L'Industrie portent ainsi en germe sa future philosophie positive, de même que le Prospectus des travaux scientifiques nécessaires pour réorganiser la société, rédigé en 1822. Il y expose une classification des sciences, la loi des trois états ainsi que la nécessité de faire de la politique une science.
Pendant cette période, Comte ne trouve guère d'aisance financière dans son association avec Saint-Simon. Il souhaiterait enseigner à l'École polytechnique, sans pour autant s'éloigner de Saint-Simon, en qui il a trouvé un maître dont il partage les idées. Comte occupe alors d'autres emplois, liés à l'incapacité de Saint-Simon de le payer régulièrement. Il écrit ainsi des discours pour Casimir Périer en 1818, et enseigne dans un pensionnat dirigé par le baron Antoine Reynaud d'octobre à janvier 1818. Les critiques contre L'Industrie devenant de plus en plus virulente, une autre publication vient la remplacer : Le Politique ou Essais sur la politique qui convient aux hommes du XIXe siècle. À partir de décembre 1818, il publie régulièrement dans ce nouveau journal de Saint-Simon. Lorsque le journal ferme en 1819 après douze numéros, il commence à écrire pour Le Censeur européen. À partir de cette période, il signe « A.C. » et non plus « I.C. », choisissant de marquer par l'adoption de son troisième prénom Auguste le début d'une nouvelle ère. Entre novembre 1819 et février 1820, il participe à L'Organisateur, lancé une fois de plus par Saint-Simon.
Son engagement en faveur du prolétariat et des femmes trouve un écho dans l'oppression que le système social de la Restauration exerce sur lui. Ses premières formulations d'une science de la société s'enracinent dans ce contexte particulier ; à partir de 1820, il considère qu'il s'est émancipé totalement du système de pensée de Saint-Simon. Il pose aussi les bases d'une philosophie des sciences.
On sait peu de choses de la vie de Comte entre 1820 et 1824 faute de lettres. En 1822, Auguste Comte publie, sous la direction de Saint-Simon, Prospectus des travaux scientifiques nécessaires pour réorganiser la société. C'est alors qu'en mars 1824, Comte et Saint-Simon se brouillent définitivement pour de multiples raisons, dont la publication du Plan des travaux scientifiques nécessaires pour réorganiser la société, les divergences d'idée, et la revendication de leur originalité respective.

#### Mariage avec Caroline Massin
Pendant l'été 1817, Comte était tombé fou amoureux d'une jeune pianiste italienne, Pauline. Mariée et mère, elle incarnait la transgression d'un interdit, ce qui l'enchantait. Le seul enfant connu de Comte sera une fille issue de cette relation adultère, Louise, née en juin 1818 . De santé fragile, elle meurt à neuf ans seulement du croup, et Comte avouera plus tard à Clotilde de Vaux qu'il pleure toujours sa perte.
En mai 1821, Comte fait la connaissance de Caroline Massin (1802-1877), dont la vie reste nimbée de mystère en raison de la description peu flatteuse qu'en donnera le philosophe vers la fin de sa vie dans l'Addition secrète à son testament. Aussi belle qu'intelligente, elle était très liée au jeune avocat libéral Antoine Cerclet, sans que la nature exacte de leur relation soit connue. Après une première rupture, Comte la retrouve en 1822 dans un cabinet de lecture qu'elle tient boulevard du Temple dans le Marais. Au printemps 1823, il lui donne des cours de mathématiques, dont, selon ses propres mots, les leçons « portèrent leur fruit » et l'instruction devint « mutuelle » . Ils finissent par s'installer ensemble en février 1824 pour mener une vie rangée et austère ; c'est à cette époque que Comte décide de se vêtir intégralement en noir.
Malgré l'opposition initiale de ses parents, Comte épouse Caroline civilement le 19 février 1825. Ce mariage constitue selon Philémon Deroisin « l'action la plus révolutionnaire » qu'il ait pu entreprendre alors, en raison du désaccord de sa famille, du passé de prostituée de Caroline, et de la nature civile de leur union  sous le règne de Charles X, souverain très catholique et conservateur. Les relations entre les deux époux deviennent très vite conflictuelles en raison de leurs désaccords et des difficultés financières dont Comte ne parvient pas à sortir.

#### «Orage cérébral»
Malgré la rupture avec Saint-Simon, Auguste Comte continue à fréquenter les milieux saint-simoniens. Antoine Cerclet lui propose en 1825 de contribuer au nouveau journal dont il est l'éditeur : Le Producteur. Journal de l'Industrie, des sciences et des beaux-arts, fondé par Olinde Rodrigues et Prosper Enfantin. Il rédige alors plusieurs articles, dont les Considérations philosophiques sur les sciences et les savants en une série de trois articles et, dans une seconde série, les Considérations sur le pouvoir spirituel. Ces deux « opuscules » occupent toute son attention pendant l'hiver 1825-1826 et le mettent en contact avec Lamennais au mois de mars de la même année.

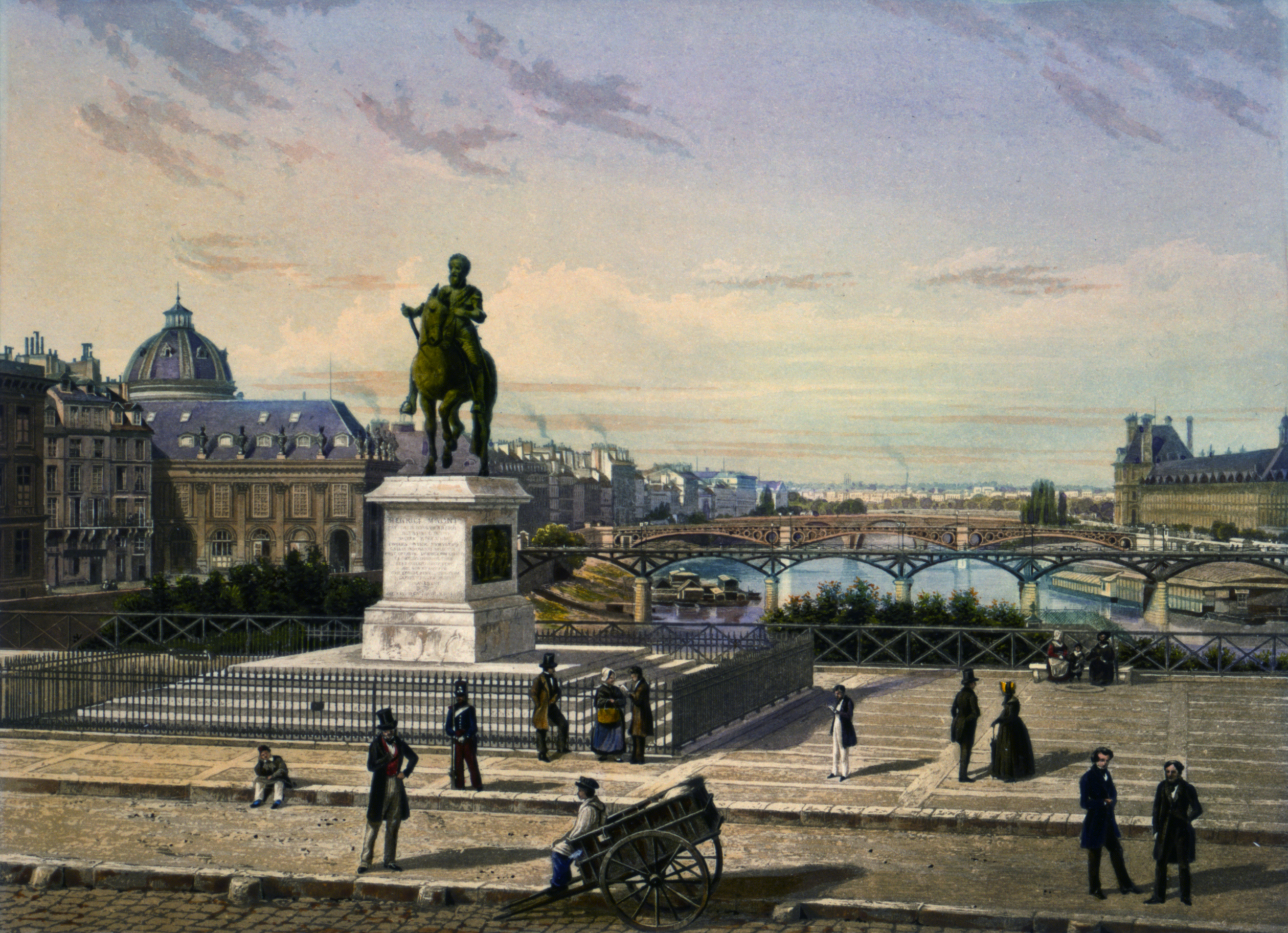
Le pont aux Arts, d'où Auguste Comte tente de se suicider en 1827, vu de la place du Pont-Neuf

À ce stade, Comte est désormais convaincu qu'il a atteint une véritable unité entre sa vie intellectuelle et sa vie personnelle, unité qu'il avait particulièrement admirée chez Franklin et Saint-Simon. En février 1826, il avait éprouvé une première crise nerveuse ; il travaillait sans cesse à la rédaction de ses articles pour Le Producteur, tout en préparant une série de cours de philosophie positive qu'il prévoyait de dispenser à domicile pour une somme de 200 francs. Ce surmenage intellectuel et physique l'amène à dormir de moins en moins ; il médite le 20 février sur la question du pouvoir spirituel pendant plus de 18 heures d'affilée. Le 2 avril 1826, il présente sa leçon introductive : sont présents Blainville, Arago, Fourier, Humboldt, Broussais, Dunoyer ou encore Cerclet, ainsi qu'un certain nombre de personnalités parisiennes. Seules les trois premières leçons ont lieu, en raison de la crise de folie qui frappe Comte entre le 12 et le 13 avril 1826.
Il fuit son domicile parisien pendant une dizaine de jours et erre dans la proche banlieue en écrivant des lettres confuses à ses proches, dont Blainville et son épouse. Cette dernière le retrouve à Montmorency, au moment où il met le feu à sa chambre d'hôtel. Il se jette ensuite dans le lac d'Enghien, et est à nouveau sauvé par Caroline, cette fois de la noyade. Interné dans la célèbre clinique du docteur Esquirol, rue Buffon, il en sort le 2 décembre 1826 en raison des frais trop élevés pour sa famille. Le registre d'Esquirol porte la mention « NG » : « non guéri », l'aliéniste l'ayant déclaré incurable.
De retour à son domicile, son état reste inquiétant ; il se tranche notamment la gorge avec un couteau lors d'une dispute avec sa mère, acte dont il gardera toute sa vie une large cicatrice au cou. Néanmoins, les soins constants de Caroline finissent par encourager une lente rémission. En mars 1827, il se jette dans la Seine du haut du pont des Arts, et n'est sauvé de cette seconde tentative de suicide que par l'intervention d'un garde royal. Il finit par partir quelques semaines à Montpellier ; à son retour, il emménage au 159, rue Saint-Jacques et reprend lentement ses cours particuliers. Son excellente réputation comme professeur lui ramène une clientèle grandissante, mais ses difficultés financières persistent. Comte n’a jamais tu les problèmes rencontrés en ces années difficiles et, lorsque plus tard il systématise une nouvelle « théorie cérébrale » dans sa philosophie positive, il désigne cet épisode comme un « orage cérébral ».

### Développement de la philosophie positive (1828-1844)
Avec la publication progressive du Cours de philosophie positive, la pensée de Comte connaît sa première expression systématique. La révolution de 1830, l'augmentation de ses revenus associée à des postes stables à l’École Polytechnique, puis la fructueuse rencontre avec John Stuart Mill contribuent à créer des conditions propices au développement de ses travaux.

#### Retour sur la scène publique
En voie de rémission, Auguste Comte renoue avec son travail de journaliste. Il participe à la création du Journal du génie civil, des sciences et des arts, qui paraît pour la première fois le 1er septembre 1828. Destiné aux ingénieurs, le journal attire de nombreux polytechniciens. De mars à septembre 1828, il écrit également pour un quotidien libéral récent, Le Nouveau Journal de Paris, fondé par Léon Pillet. Il encourage le développement industriel et l'introduction des machines, tout en se détachant progressivement du point de vue libéral des capitalistes, en raison de ses préoccupations grandissantes pour la classe ouvrière.
Malgré ses tentatives et d'excellentes recommandations de ses pairs, il échoue lors de sa candidature en 1828 à un poste d'inspecteur du commerce au nouveau ministère du Commerce et des Manufactures. Il ne parvient pas non plus à obtenir un poste à l'université.
En opposition avec les saint-simoniens, Comte décide de reprendre ses leçons de philosophie positive à son domicile. La première a lieu le 4 janvier 1829, en présence de quatre membres de l'Académie des Sciences (Blainville, Fourier, Poinsot et Navier), et d'Esquirol, Broussais, ou encore Jacques Binet, ainsi que d'autres personnalités. Il ne reste aucune trace du contenu des 72 leçons, Comte parlant sans notes, à l'exception d'un programme général de décembre 1828, et d'un résumé final de novembre 1829. Grâce au soutien de Ternaux, il peut assurer à nouveau son cours à l'Athénée de décembre 1829 à novembre 1830. Plus de 200 personnes y assistent, et confèrent à Comte une visibilité et une notabilité nouvelles.

#### Révolution de Juillet

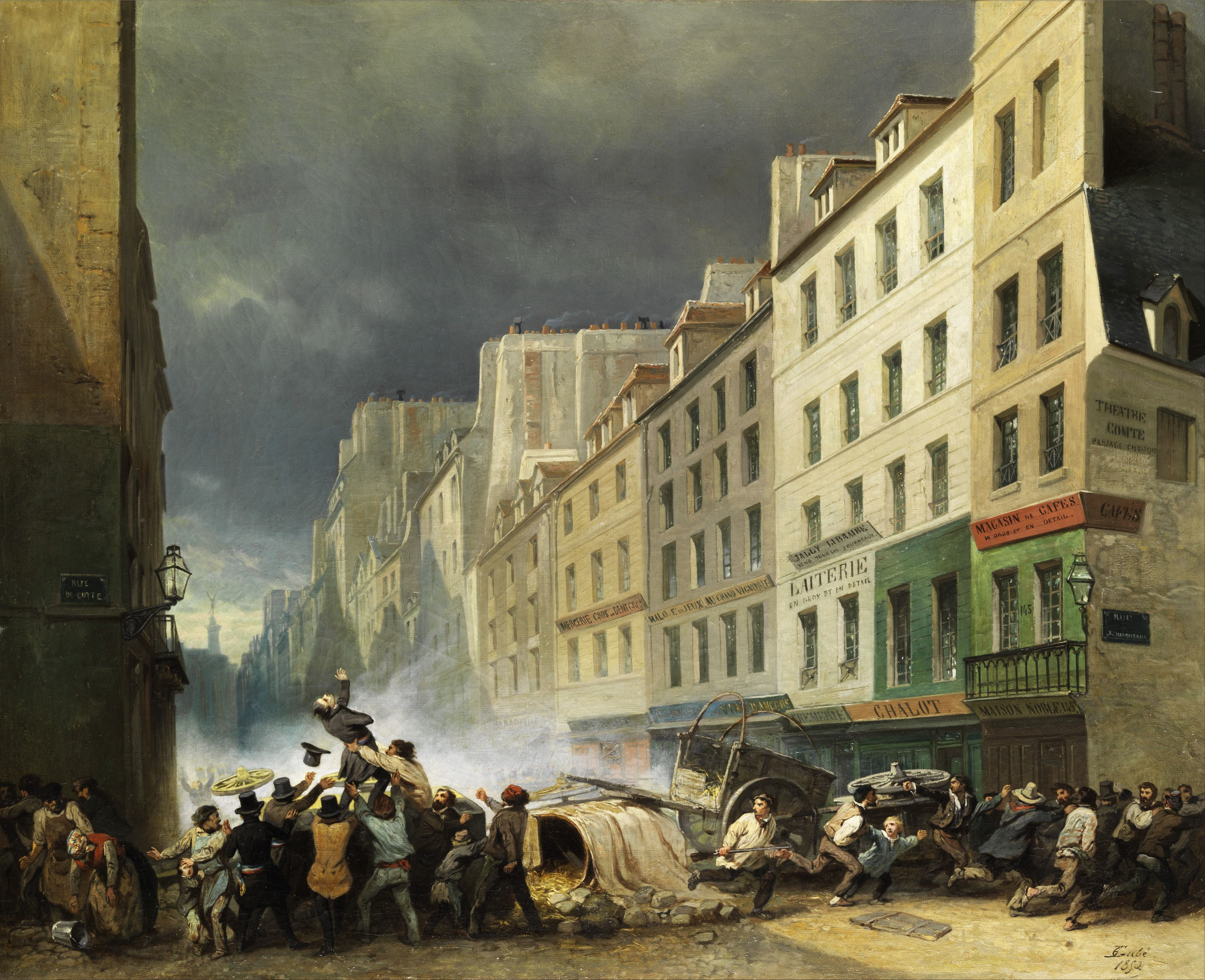
Barricades à Paris pendant les Trois Glorieuses : Comte a participé aux évènements du 29 juillet 1830

Les Trois Glorieuses sont accueillies par Comte avec enthousiasme. Bien que son rôle ne soit pas clair, il semble avoir pris les armes le 29 juillet 1830. Un sergent de gendarmerie de la rue Saint-Jacques affirme sur un document officiel qu'il a monté la garde et fait face aux troupes. Un témoignage d'Alexandre Dumas père établit quant à lui que Comte a été chargé par Lafayette de porter en urgence une note pour obtenir la libération du jeune duc de Chartres, qui venait d'être arrêté dans le sud de Paris. Cet épisode souvent cité semble résulter d'une confusion avec le journaliste homonyme Charles Comte.
Néanmoins, comme beaucoup de ses contemporains, il est déçu par la tournure que prennent les résultats de la révolution. En novembre 1831, il refuse de servir au sein de la Garde nationale et exprime ainsi sa solidarité avec le mouvement républicain et la Société des Amis du Peuple. Cette insubordination lui vaut d'être convoqué devant le conseil de discipline de la 3e Légion, et d'être condamné à trois jours d'emprisonnement.
Les préoccupations sociales de Comte et son souhait d'une révolution intellectuelle trouvent rapidement un nouveau moyen d'expression. En août 1830, il fonde avec d'anciens camarades polytechniciens l'Association Polytechnique, dont il est vice-président jusqu'à sa démission en 1834. Les élèves de l’École avaient combattu aux côtés des ouvriers lors des journées de juillet ; l'Association se donne ainsi pour objectif de consolider cet esprit de fraternité en organisant des cours de science gratuits pour les prolétaires.
En janvier 1831, Comte choisit d'enseigner l'astronomie, dont il pense qu'elle est « la seule science libérée de toute influence théologique et métaphysique, et qu'elle offre la meilleure introduction à la philosophie positive». Ses cours d'astronomie populaire dureront dix-sept ans, pendant lesquelles il attire un nombre grandissant d'auditeurs tous les dimanches après-midi dans une salle de la mairie du 3e arrondissement, rue des Petits-Pères. Malgré sa déception qu'un quart seulement de son auditoire soit réellement composé de travailleurs, cette expérience d'enseignement est l'un des plus grands succès de sa carrière.

#### Cours de philosophie positive
Jugé trop "démodé" pour un public en rupture avec la philosophie sensationnaliste du XVIIIe siècle, le cours de philosophie positive d'Auguste Comte n'est pas renouvelé par l'Athénée en 1831. Malgré cette déception, la publication du Cours sous forme de cahiers suit son cours depuis le début de l'année 1830. Le rythme de parution, qui doit initialement aboutir à quatre ouvrages reliés, est plus lent que prévu, mais l'accueil dans les cercles scientifiques est élogieux. Ces travaux introduisent Comte dans les soirées mondaines de savants très en vue tels que Navier, le baron Fourier ou le baron de Férussac. Il est également invité aux célèbres dîners mensuels donnés par Blainville.
En revanche, l'accueil de la presse est beaucoup moins favorable. La Revue française et Le Lycée réprouvent son style obscur et son manque d'originalité. Matérialisme et athéisme lui sont reprochés, au point de devenir plus tard deux termes indissociablement liés à celui de positivisme. La parution irrégulière des livraisons aggrave l'incompréhension de sa pensée, et l'image d'une philosophie aride et scientifique s'ancre dès cette époque. Le Cours de philosophie positive se compose finalement de six volumes, dont le dernier paraît en 1842.

#### Carrière à Polytechnique

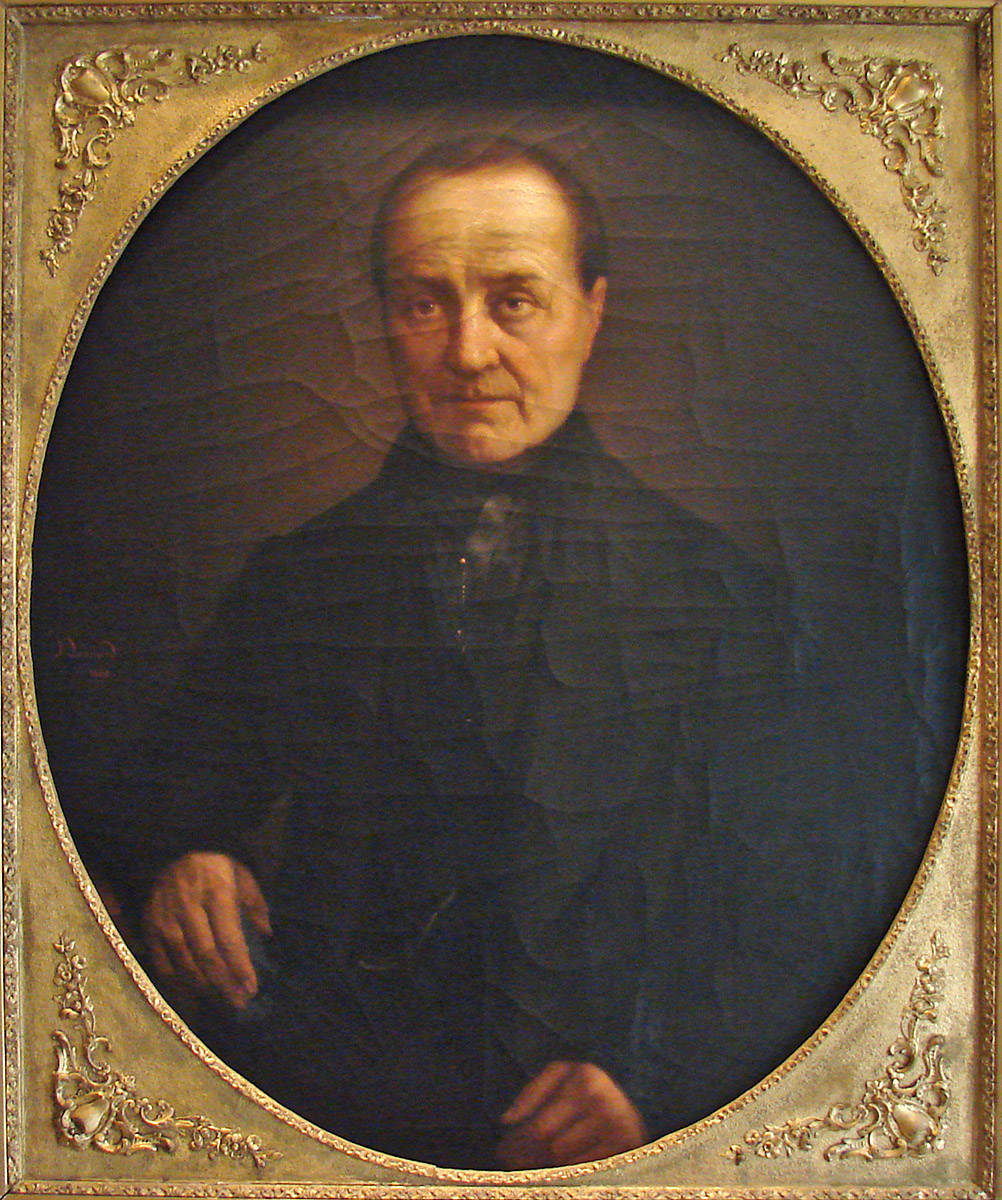
Portrait d'Auguste Comte : depuis 1824, il s'habille toujours intégralement en noir et cultive une image d'austérité

Le renforcement des liens avec l’École polytechnique en 1830 ne va pas sans une certaine amertume pour Comte. Deux de ses anciens camarades, Félix Savary et Gabriel Lamé, ont obtenu des postes de professeur, alors même que Comte échoue dans sa candidature à la chaire d'analyse et de mécanique en mars 1831 face à son ami Henri Navier. Ses tentatives ultérieures, en 1835, 1836 et 1840, ne seront pas davantage couronnées de succès.

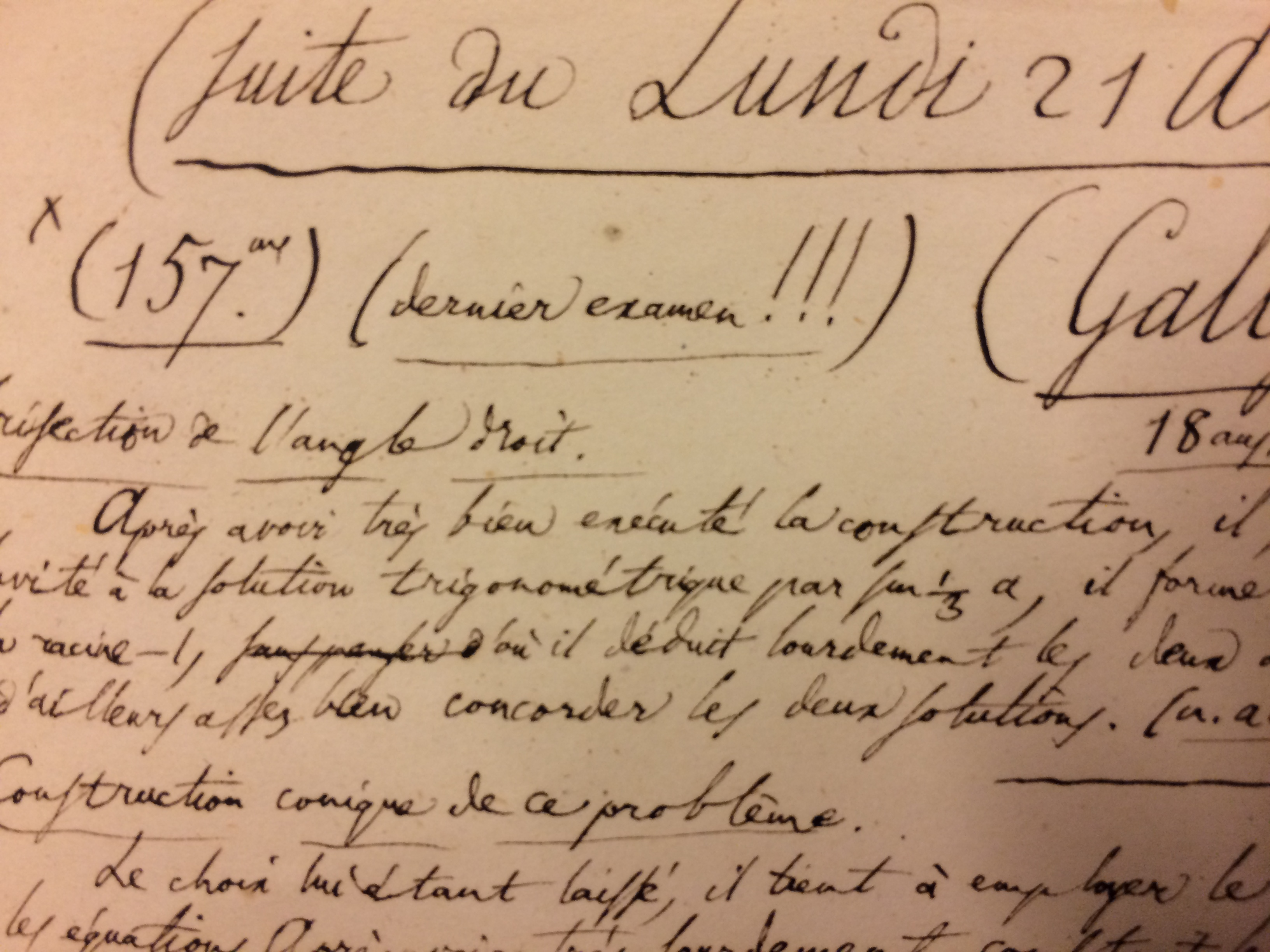
Les notes prises par Comte lors de ses tournées d'examinateur sont d'une grande précision : sur les questions posées, les réactions des candidats...et son propre enthousiasme à l'approche de la fin des examens

En décembre 1832, il obtient cependant un poste de répétiteur assistant pour ce même cours d'analyse et de mécanique, assuré par Navier et dont Gustave-Gaspard Coriolis est le répétiteur. Malgré le caractère modeste de sa position, le voilà « attaché à l'institution qui avait profondément marqué son existence et sa philosophie, et qui n'avait jamais cessé de faire l'objet de sa loyauté, sinon de son affection ». En juin 1838, il est élu examinateur d'admission, avant de devenir répétiteur à part entière en novembre 1838.
Le cumul de ces deux fonctions bien rémunérées avec son activité de professeur à l'Institut Laville, où il prépare les candidats aux concours scientifiques depuis 1836, lui assure une aisance matérielle inédite. Ses revenus annuels dépassent désormais 10 000 francs, et lui permettent de déménager en 1841 dans ce qui sera son dernier domicile : le 10, rue Monsieur-le-Prince.
Si Comte répétiteur a laissé l'image d'un pédagogue sévère malgré son efficacité, Comte examinateur excellait dans sa mission. Patient, il posait des questions suffisamment simples pour chaque candidat, et donne aux meilleurs l'occasion de faire preuve de leurs qualités avec des problèmes plus ardus. Il croyait fermement qu'une « réflexion intelligente était bien plus importante que la capacité à réaliser mécaniquement des calculs ». Un public nombreux et très varié venait remplir les salles où il faisait passer les candidats afin d'assister à ses sessions, allant jusqu'à le suivre dans une autre ville pour l'observer à nouveau. Son prestige est tel que de nombreuses personnes haut placées lui écrivent directement pour lui demander de bien vouloir favoriser un candidat, en dépit de sa réputation d'impartialité.

#### Collaboration avec John Stuart Mill

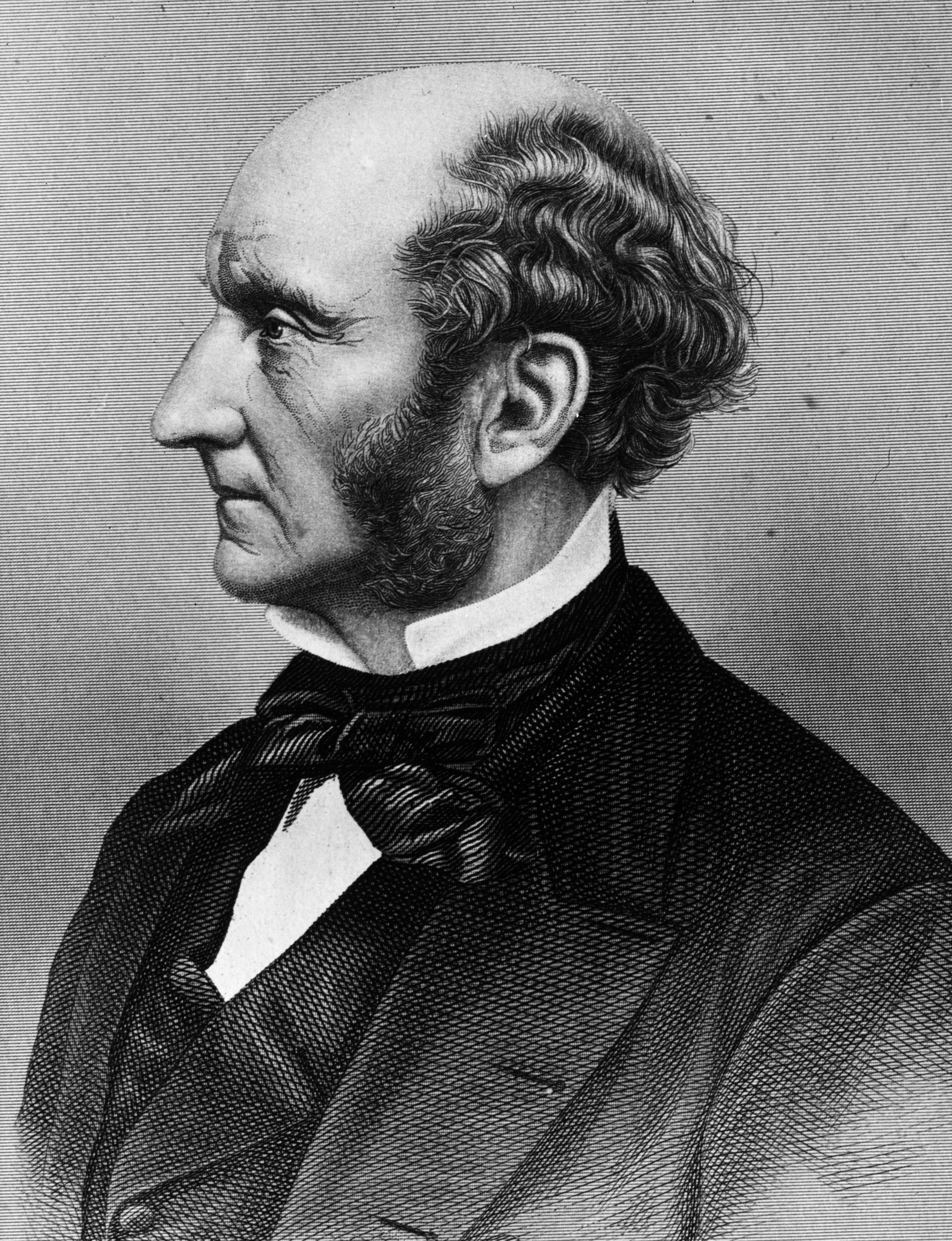
La relation entre Comte et John Stuart Mill (1806-1873) a eu une grande influence sur la pensée des deux hommes

L'année 1837 est complexe pour Auguste Comte. Il perd sa mère en mars, sans l'avoir revue depuis dix ans ; ses relations avec Caroline sont par ailleurs souvent tendues. En 1838, il se dispute violemment avec sa famille à Montpellier et aucune tentative de réconciliation n'aura lieu avant 1848. Il est victime d'une seconde crise de folie, et décide d'adopter un nouveau régime intellectuel, qu'il qualifie d'« hygiène cérébrale ». Il s'abstient de lire les journaux, périodiques et autres livres, à l'exception des œuvres des grands poètes.
Sa « révolution esthétique » l'amène à se replonger dans la musique et à fréquenter assidûment le Théâtre Italien dont il apprécie particulièrement les opéras. Ce faisant, il s'éloigne pour un temps des sciences.
Pendant cette période, il s'attire l'hostilité de certains administrateurs de l’École Polytechnique, qui remettent en cause la dureté de ses pratiques d'examinateur. C'est dans ce contexte en octobre 1841 que débute une profonde amitié et communion intellectuelle entre lui et le philosophe et économiste britannique John Stuart Mill (1806-1873). De nombreux points communs dans leurs aspirations et leurs parcours respectifs les amènent à une collaboration qui durera six ans.
En 1842, Comte et Caroline se séparent pour la quatrième fois, cette fois définitivement. Elle quitte l'appartement du 10, rue Monsieur le Prince avec l'accord d'une pension régulière de 300 francs par trimestre. Caroline Massin est désormais, aux yeux de Comte et à travers tout son système, une figure d'ennemie, au même titre qu'Arago, avec lequel il s'est également définitivement brouillé cette même année. Lors d'une réforme de l’École Polytechnique, Comte perd en 1844 son poste d'examinateur et le revenu y attenant. En difficulté, il sollicite un soutien financier auprès de Mill, qui lui trouve immédiatement trois mécènes que sont George Grote, Sir William Molesworth et Raikes Currie (en).
Néanmoins, une importante controverse oppose Comte à Mill en 1843, avec pour objet la condition féminine, aggravée par d'autres désaccords d'ordre intellectuel. Leur rupture est consommée en 1847, mais Comte continuera à avoir une grande influence sur la pensée de Mill, jusque dans la similitude des cultes qu'ils vouent aux deux femmes de leur vie : Harriet Taylor et Clotilde de Vaux.

### Naissance du mouvement positiviste (1844-1851)
Malgré les difficultés financières, le soutien d’Émile Littré, l'aide financière de ses lecteurs britanniques et la rencontre avec Clotilde de Vaux ouvrent à Auguste Comte à partir de 1844 une période d'intense recherche et d'inflexion de sa pensée. Ses conceptions s'orientent vers une vision religieuse de l'avenir humain, alors même qu'elles avaient semblé exclure au départ toute référence d'ordre religieux. Lorsque la Révolution de 1848 éclate, Comte estime que le moment est tout à fait opportun pour l'action politique et sociale : la philosophie positive devient un mouvement positiviste et se structure alors progressivement.

#### Clotilde de Vaux et «l'année sans pareille»
Clotilde de Vaux, née de Ficquelmont (1815-1846), a joué un rôle essentiel dans la vie sentimentale et intellectuelle d'Auguste Comte. Sœur de Maximilien Marie (1819-1891), jeune polytechnicien et élève de Comte, elle le rencontre pour la première fois au domicile de son frère, en avril 1844. Si elle n'est pas du tout impressionnée par un homme vieillissant de quarante-six ans, il n'en va pas de même pour Comte qui tombe immédiatement sous le charme, jusqu'au décès prématuré de la jeune femme le 5 avril 1846.

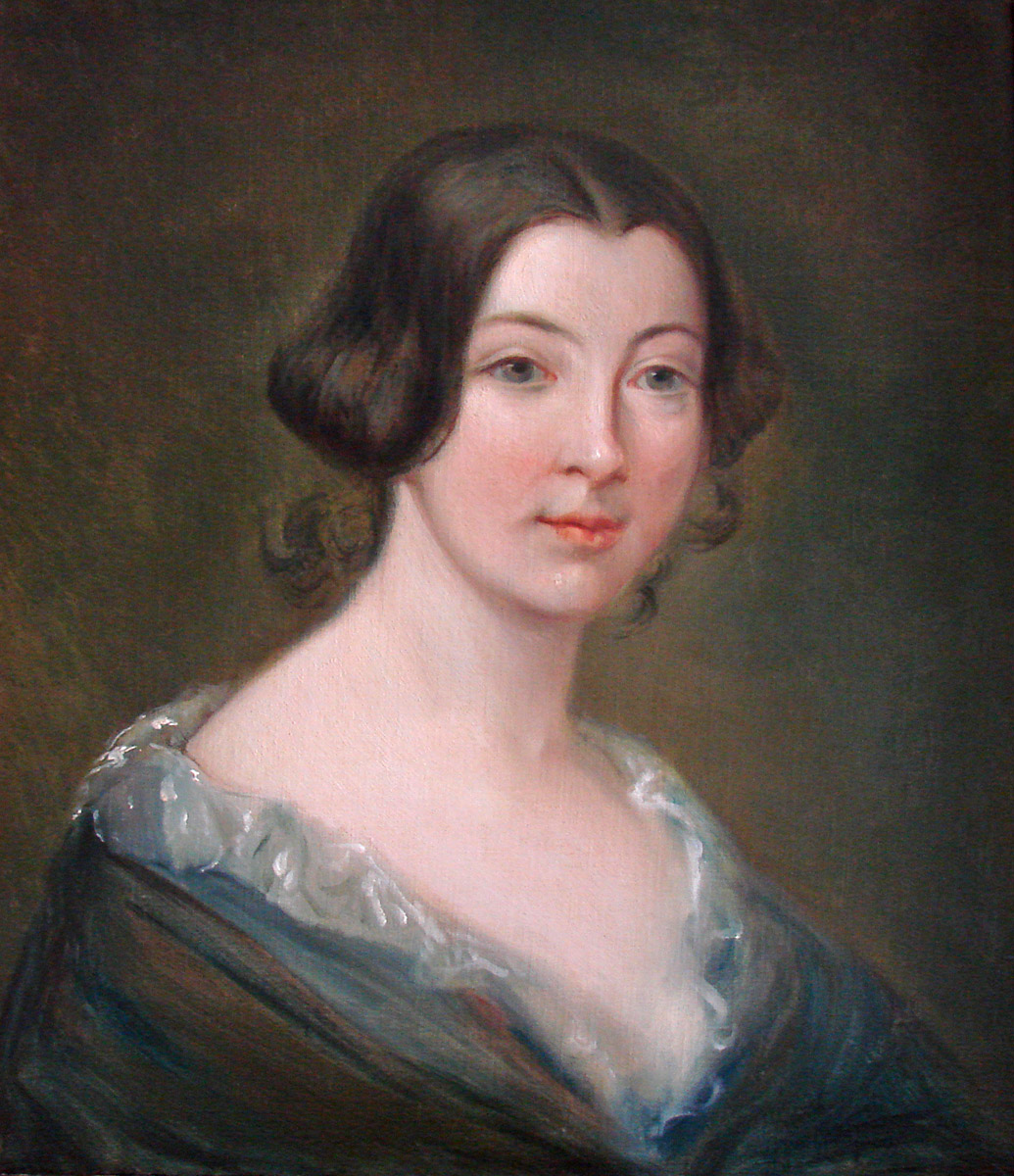
Clotilde de Vaux (1815 - 1846)

Tout comme la situation maritale de Comte était, depuis le départ, en décalage total avec les normes religieuses et bourgeoises de son époque, celle de Clotilde la condamnait à une forme de semi-veuvage, sans espoir de remariage. Elle s'installe rue Payenne pour se rapprocher de sa famille.

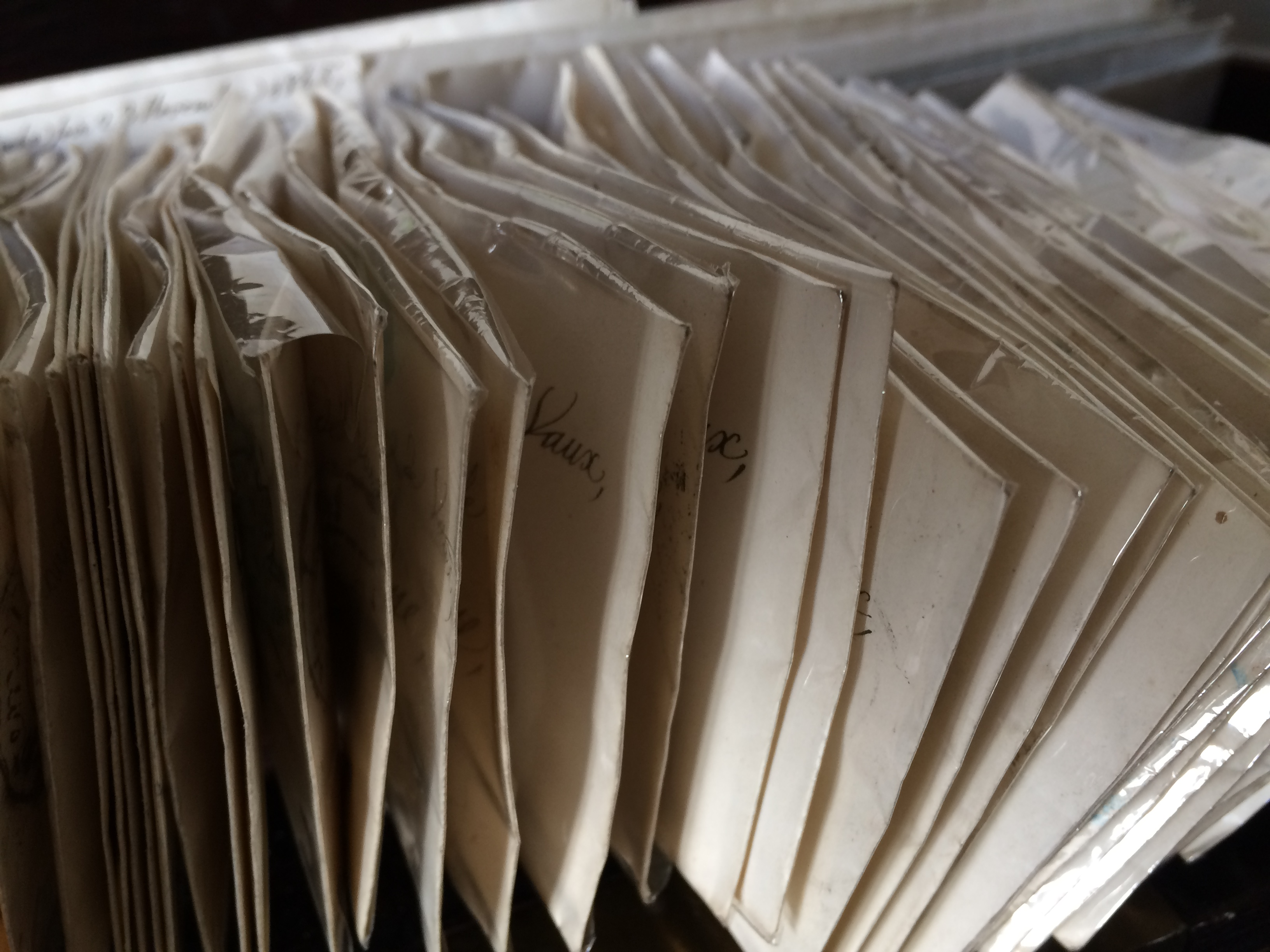
Enveloppes des lettres échangées entre Comte et Clotilde, précieusement conservées dans une boîte à gants

De santé fragile, elle s'essaye à l'écriture, publiant en feuilleton dans Le National sa nouvelle Lucie. Elle laisse également un recueil de poèmes, Les Pensées d'une Fleur, et un roman inachevé, Willelmine.
Sa correspondance avec Comte dure environ seize mois, qu'il qualifie d'« année sans pareille ». Publiée après le décès du philosophe avec son testament, elle constitue « un véritable journal, à la fois sentimental et philosophique. »
Cette période est cruciale dans l'évolution du système comtien : « la montée de la passion et la floraison des sentiments ne furent jamais dissociées chez lui de l'élaboration de la pensée dont le rythme créateur se trouva au contraire accéléré et intensifié. »
Clotilde meurt de la tuberculose le 5 avril 1846. Convaincu de sa supériorité morale, Comte, à qui elle s'est toujours refusée, en fait une figure incontournable de la religion naturelle, dont il pose les bases. L'Humanité, objet du culte, est désormais représentée comme allégorie sous les traits de la jeune femme.
La comparaison de cette relation avec d'autres couples, entrés dans l'imaginaire amoureux, tels qu'Abélard et Héloïse, Dante et Béatrice ou encore Pétrarque et Laure, constitue un lieu commun de la littérature positiviste.

#### Première génération de positivistes
Dans les années qui suivent le décès de Clotilde et de son ami Charles Bonnin, Comte cesse progressivement toute relation avec beaucoup de ses proches comme Maximilien Marie, Lenoir, Pierre Valat, John Stuart Mill et Barbot de Chément. Sa relation avec Blainville décline elle aussi rapidement.
En raison de son activité à l’École Polytechnique, il est amené à croiser de nombreux jeunes gens. Son influence se fait également sentir dans d'autres institutions, telles que l’École des ponts et chaussées, l’École d'artillerie et du génie de Metz ou encore l’École Centrale des Arts et Manufactures.
Avant 1848, il a enseigné à 1 305 élèves polytechniciens et examiné 1 690 candidats, dont plusieurs le fréquentent en dehors des cours, comme ce fut le cas de Maximilien Marie. Comte leur prodigue soutien et conseils, et accueille volontiers leurs débats et leurs interrogations.
Pierre Laffitte, ancien candidat à Polytechnique examiné par lui en 1839, le rencontre à nouveau en 1844 et se déclare lui-même disciple en 1845. En 1847, il est le visiteur le plus fréquent et son compagnon le plus proche. Mais la relation dont Comte est le plus fier est sans aucun doute celle qu'il entretient avec Émile Littré, qui consacre au Cours de philosophie positive des articles élogieux dans Le National en 1844.
Des étrangers se déclarent admiratifs de son œuvre. En Hollande, il séduit le comte Menno David van Limburg-Stirum, futur ministre de la Guerre, ou encore le baron Charles de Capellen, capitaine de cavalerie. En Angleterre, les plus enthousiastes sont George Henry Lewes et Alexander William Williamson.
Parmi ses plus grands soutiens, figurent aussi des travailleurs - André-Auguste Francelle, ouvrier horloger, ou encore Jean-Fabien Magnin, menuisier - et des femmes, deux publics que Comte cherche de plus en plus à attirer.

#### Révolution de 1848 et Société positiviste
En janvier 1848, Auguste Comte inaugure son cours sur l'histoire de l'Humanité destiné aux prolétaires, mais ce dernier est finalement interdit dès le 2 février par le préfet de police Delessert et le ministre de l'Instruction publique Salvandy. Cette même année paraît le Discours sur l'Ensemble du positivisme, qui résume le contenu du Cours en le rendant plus accessible à ces nouveaux publics moins instruits. Fondamental, il marque le passage de la philosophie positive au positivisme et précise la vision politique de Comte.
La Révolution de 1848 voit éclore dans Paris un grand nombre de clubs variés. La concomitance entre ces évènements et l'avènement d'une nouvelle phase du positivisme conforte Comte dans l'idée que ce qu'il appelle l'âge positif est sur le point d'advenir. Il élabore dès le 24 février 1848 un projet d'Association libre pour l'instruction positive du peuple dans tout l'Occident européen. La devise Ordre et Progrès est adoptée pour inciter les futurs enseignants à lier leurs matières à la question de l'Humanité.
Reflet du fort engagement de Comte pour l'instruction populaire, l'Association ne voit pas le jour faute d'autorisation.
Le 8 mars 1848, Comte transforme son projet en club : la Société Positiviste. Il distribue des prospectus après son cours d'astronomie, intitulés Le fondateur de la Société Positiviste à quiconque désire s'y incorporer. Il y expose son objectif : produire des publications, pétitions et discours afin d'influencer favorablement le gouvernement et de rendre possible l'avènement du régime positiviste. La Société se veut la réincarnation du Club Jacobin pendant la Révolution française. Prototype du pouvoir spirituel destiné à gouverner l'âge positif, elle est le support de l'établissement de la religion de l'Humanité, empruntée à l'héritage saint-simonien. Fabien Magnin résume ainsi le rôle multifonctionnel de la Société Positiviste : « simultanément une école, une église et un parti, car elle avait à sa disposition une doctrine, une religion, et une politique ».
Les membres de la Société positiviste se réunissent pour la première fois le 12 mars 1848, puis régulièrement tous les mercredis de 19 heures à 22 heures au 10, rue Monsieur-le-Prince. De 13 membres au départ, le club rassemble à son apogée du vivant de Comte une cinquantaine d'hommes, dont seize prolétaires.

### Ruptures et utopie (1851-1857)

#### Religion de l'Humanité
En 1855, Comte rédige son testament, qui est par la suite publié en 1884. Il contient, outre ses dernières volontés, l'intégralité de sa correspondance avec Clotilde et un certain nombre de documents la concernant. Au-delà de la question d'assurer la pérennité de la religion de l'Humanité après son décès, il s'attache à définir son existence « subjective » ou immatérielle.

#### Système de Politique positive
Le Système de politique positive paraît en quatre volumes entre 1851 et 1854. Comte y développe un nouveau terme forgé par lui en 1850, l'altruisme, comme une condition fondamentale de l'harmonie sociale. Il commence par introduire sa « méthode subjective », qui vient compléter la « méthode objective » du Cours. Cette seconde méthode envisage tout d'un point de vue humain, et permet d'atteindre la synthèse subjective, autrement dit l'unité de la connaissance, enracinée dans le point de vue social.
Comte expose dans le Système sa religion de l'Humanité, en introduisant une septième science, la morale. L'unité et l'harmonie sociales ne peuvent pas être atteintes par les lois scientifiques mises en avant par la méthode objective, qui se concentre sur le monde et non sur l'individu, mais par le développement des émotions. Comte expose sa vision de la société positiviste, jusqu'à donner le détail des salaires par profession, des sujets enseignés à l'école ou encore des fonctions spécifiques aux femmes, aux travailleurs, aux industriels, afin de garantir une société harmonieuse.

#### Défections et fin de vie
Après avoir été très critique vis-à-vis du prince Louis-Napoléon,  Comte garde cependant l'espoir de convertir l'empereur au positivisme. Il expérimente alors son « tournant conservateur », et s'oriente vers la droite, alors au pouvoir, tout en maintenant son ouverture à gauche. Cependant, cette attitude lui vaut la défiance des deux extrémités du spectre politique qu'il tente pourtant de se concilier. En 1852, il perd son poste de répétiteur de mathématiques à l’École polytechnique. 
L'approche autoritaire et de plus en plus conservatrice de Comte a provoqué dès janvier 1851 la rupture avec deux de ses plus éminents disciples, Charles Robin et Émile Littré. Son intérêt de plus en plus marqué pour la religion et les émotions, en apparente rupture avec sa pensée scientifique des origines, contribue également à entretenir le rythme des défections. Dans ce contexte, Comte rédige en 1852 le Catéchisme positiviste, et cherche à attirer de nouveaux soutiens. Son admiration pour Napoléon III prend fin avec l'avènement du Second Empire et la restriction des libertés de la presse.
Comme beaucoup de ses contemporains, Gustave Flaubert, Charles Baudelaire ou Gérard de Nerval, Comte développe dans ces années une fascination pour l'Orient. Ses plans de développement du positivisme à l'échelle mondiale trouvent un écho dans les aspirations universalistes de la France du Second Empire, malgré son opposition affirmée à la colonisation, notamment en Algérie. Paradoxalement, il espère un rapprochement avec des hommes tels que Proudhon, Blanqui et Barbès, tout en soutenant le Comte de Chambord et en rédigeant l'Appel aux Conservateurs à destination des élites. Il propose aussi une alliance au général des Jésuites en 1856.
En 1856, il rédige sa dernière œuvre, la Synthèse Subjective ou Système universel des conceptions propres à l'état normal de l'humanité. Cette « synthèse subjective » fait du sentiment le ferment de l'unité sociale au détriment d'une forme intellectuelle de réflexion. Seul le premier volume, intitulé Système de logique positive, paraît alors que quatre devaient voir le jour.

#### Décès

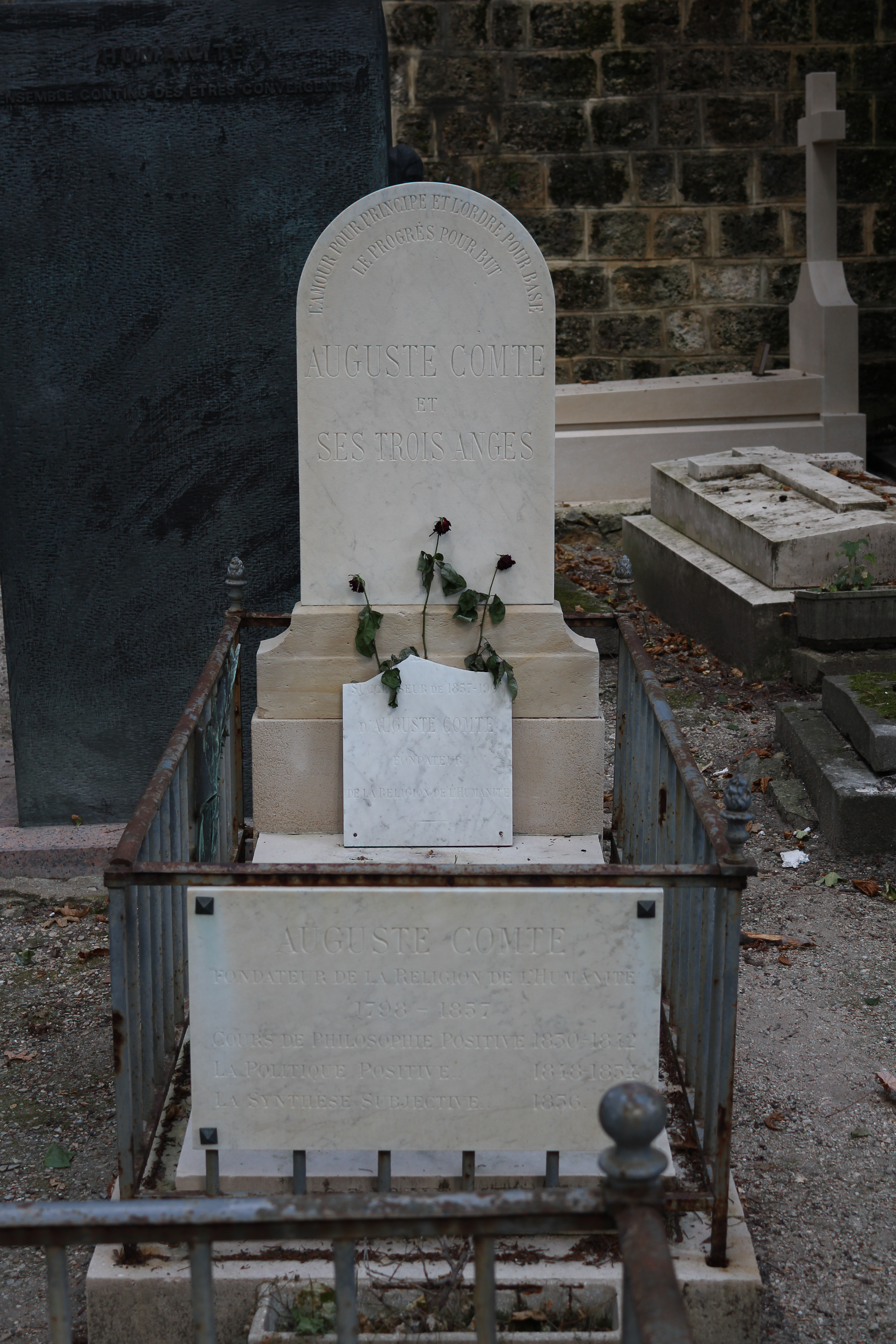
Tombe d'Auguste Comte au cimetière du Père-Lachaise (division 17).

À partir de mai 1857, Auguste Comte s'affaiblit de plus en plus. Il refuse au départ l'intervention d'un médecin, convaincu de pouvoir se soigner seul. À la fin du mois d'août, son état empire ; les docteurs Jean-François Robinet, Foley et Audiffrent détectent de nombreux symptômes que l'on interprète aujourd'hui comme un cancer de l'estomac. Le 5 septembre 1857, il est frappé d'une hémorragie interne et meurt à six heures du matin, en présence de Robinet, de Sophie Bliaux, sa domestique gouvernante et de son époux.
Les funérailles ont lieu le 8 septembre 1857. Une cinquantaine de personnes seulement y assistent, selon le Journal des Débats, parmi lesquelles Proudhon. Deux journalistes réputés sont également présents : Charles Fauvety et Henri Lecouturier.
Comte est placé dans un caveau provisoire au cimetière du Père-Lachaise, à Paris, avant d'être plus tard enterré près de la tombe d’Élisa Mercœur, poétesse préférée de Clotilde de Vaux. Il repose aujourd'hui dans la division 17. Une grande sculpture en bronze s'élève derrière sa sépulture. Elle représente une maternité en pied reposant sur un haut piédestal, orné d’un médaillon avec Auguste Comte et de Clothilde de Vaux, par C. Lagarrigui, et d’un haut-relief avec Rosalie Boyer Comte, d’un autre avec Sophie Bliaux-Thomas, tous deux par Henrique Batista Da Silva Oliveira. Comte avait par testament désigné un groupe d’exécuteurs testamentaires de 13 disciples, français et étrangers, sous la présidence de Pierre Laffitte.
Les positivistes organisent pendant longtemps des pèlerinages sur sa tombe, bientôt rejointe par celles de plusieurs de ses disciples : Pierre Laffitte, Fabien Magnin, la famille Thomas, Auguste Gouge, ou encore Georges Deherme. Ces sépultures forment le « carré positiviste ».
Le décès d'Auguste Comte ouvre une période de tensions au sein de la Société positiviste, en raison de l'absence de successeur désigné. Cette décision a des conséquences profondes sur la cohésion du mouvement positiviste, qui aboutit à plusieurs schismes dévastateurs et entrave sa viabilité.

## Le positivisme d'Auguste Comte
Complexe et évolutif, le positivisme comtien est difficile à synthétiser et doit être replacé dans son contexte politique et intellectuel.
Né dans les dernières années de la Révolution française, Auguste Comte a connu une succession rapide de régimes politiques instables sur le long terme. Du Consulat au Second Empire en passant par le Premier Empire, la Restauration, la monarchie de Juillet et l'éphémère IIe République, six régimes se succèdent pendant sa vie. Il vit également depuis Paris deux révolutions en 1830 et 1848, un coup d’État en 1851 et plusieurs insurrections. Cette instabilité chronique encourage au début du siècle le développement de plusieurs mouvements tels que le fouriérisme, le saint-simonisme ou le cabétisme, qui proposent différents systèmes de réorganisation sociale.
De la même manière, le positivisme de Comte s'inscrit lui aussi dans les préoccupations de son siècle, qui en constituent le socle. « L'urgence sociale et ses impératifs sociaux : terminer la Révolution et réorganiser la société » constituent la principale clef de lecture de son œuvre prise dans son ensemble.
L'apparente rupture entre une première phase « scientifique » et une seconde phase « religieuse » des travaux de Comte à partir de 1842 a longtemps été mal comprise. Les apports importants de Comte à l'épistémologie et à l'histoire des sciences françaises ont occulté sa conception de la science comme un moyen, en vue de générer un nouvel ordre social, politique et moral, et non une fin en soi. À ce titre, le positivisme historique n'est pas à proprement parler un scientisme.
Le scientisme désigne la croyance que seules les sciences expérimentales (chimie, biologie, archéologie, etc.) donnent les connaissances pour fonder une société meilleure. Le positivisme détermine que ce sont seulement les sciences qui donnent accès au savoir. Auguste Comte fonde alors la sociologie, une science sociale, qui n'est pas une science expérimentale, afin de savoir scientifiquement comment fonder l'âge positif. Les deux s'opposent à l'idée que les croyances religieuses ou les traditions permettent de connaître et de fonder une meilleure société.
Ce que Comte appelle lui-même ses « deux vies philosophiques différentes » ou encore ses « deux carrières » représente l'un des principaux enjeux de la recherche académique contemporaine sur le positivisme.
Les enjeux sont de déterminer quelles sont les limites entre le positivisme scientifique d'Auguste Comte (1828-1845) et le positivisme religieux (1846-1857) et indirectement les limites entre science et religion.

### Philosophie positive

#### Principes
Dès le début de sa carrière, Auguste Comte cherche au moyen de la philosophie positive à lutter contre la métaphysique, trop abstraite et vague, et contre la théologie, fondée sur des croyances invérifiables. Le positivisme scientifique établit que l'esprit humain doit renoncer à l'absolu en raison de son incapacité à atteindre l'essence des choses. La connaissance ne pouvant aller au-delà de la sphère des lois scientifiques, la philosophie positive a donc pour objet l'étude de ces dernières, sans aller au-delà des acquis de la science expérimentale.
Les principes de la philosophie positive sont décrits dans le Cours de philosophie positive, publié de 1830 à 1842. Ils reposent sur trois piliers, qui sont les apports les plus connus de la pensée comtienne : la loi des trois états, la classification des sciences et la sociologie.

#### Loi des trois états
Auguste Comte développe pour la première fois la loi des trois états dans le Plan des travaux scientifiques nécessaires pour réorganiser la société (1822-1824), puis dans le Cours de philosophie positive (1830-1842) et enfin dans le Discours sur l'esprit positif (1844). Selon cette loi, chaque science, chaque société et chaque individu passe par trois phases : l'âge théologique, l'âge métaphysique et l'âge positif.

#### Classification des sciences
Partant du fait que « les phénomènes observables peuvent être classés dans un très-petit nombre de catégories naturelles » correspondant aux différentes sciences, Auguste Comte en a proposé une classification rationnelle à partir d'une comparaison de ces différents phénomènes. En effet, pour lui, il existe entre eux une dépendance :

« Tous les phénomènes observables peuvent être (...) disposés de telle manière que l'étude de chaque catégorie soit fondée sur la connaissance des lois principales de la catégorie précédente, et devienne le fondement de l’étude de la suivante. Cet ordre est déterminé par le degré de simplicité ou, ce qui revient au même, de généralité des phénomènes, d’où résulte leur dépendance successive et par suite la facilité plus ou moins grande de leur étude. »

— A. Comte, Cours de philosophie positive, deuxième leçon

La classification des sciences ; représentation graphique en anglais

Ainsi, Comte propose l'ordre suivant : les mathématiques, l'astronomie, la physique, la chimie, la biologie et enfin la sociologie; chaque science (ou chaque phénomène que cette science observe) dépendant des précédentes sans que celle-ci soit sous leur dépendance.
Par exemple, les corps vivants sont, comme ceux inorganiques, soumis aux lois des mathématiques, de la physique et de la chimie, mais vont, de plus, se conformer aux lois de la biologie.
En suivant cette hiérarchie (au sens positif et non normatif), les sciences vont donc être classées du plus abstrait, général, simple, avancé et éloigné de l'homme au plus concret, général, reculé et « directement intéressant pour l’homme. »
Notons enfin qu'il reconnait pour différentes raisons (notamment l’existence de deux modes distincts d'exposition pour chaque sciences : dogmatique et historique) que « quelque naturelle qu'elle puisse être, [une classification rationnelle des sciences fondamentales] renfermera toujours quelque chose sinon d’arbitraire, du moins d’artificiel, qui la rendra imparfaite. » Mais, « de tels défauts ne peuvent invalider une classification qui remplit d’ailleurs les conditions principales. Ils tiennent à ce qu’il y a d'essentiellement artificiel dans notre division du travail intellectuel. »

#### Sociologie
L'ensemble des sciences fondamentales est complété par Comte par une physique sociale. Cette expression est déjà utilisée par plusieurs penseurs comme le Belge Adolphe Quetelet, ce qui amène Comte à chercher une autre dénomination. Reprenant en 1839 le terme forgé par Emmanuel-Joseph Sieyès, il la nomme sociologie, et la définit comme la « partie complémentaire de la philosophie naturelle, qui se rapporte à l'étude positive de l'ensemble des lois fondamentales propres aux phénomènes sociaux ».
La sociologie constitue la sixième science de la classification comtienne. Comme la cinquième, la biologie, elle est définie comme une science des corps organisés. Le corps social est donc considéré et étudié comme un organisme. Comte reprend la distribution entre statique et dynamique, héritée de la biologie de Blainville. La « statique sociale », sorte d'anatomie sociale, permet l'étude des lois d'organisation de la société, et donc des interactions qu'exercent les unes sur les autres les diverses parties du système social. La « dynamique sociale », sorte de physiologie sociale, en étudie les évolutions.
Avec la sociologie, Auguste Comte cherche à résoudre les problèmes sociaux par la réorganisation sociale : 
« Savoir pour prévoir, prévoir pour pouvoir ».
L'idée que « chacun à sa place remplit ses fonctions pour le meilleur fonctionnement de l'ensemble » fonde chez Comte l'espoir d'un fonctionnement tout aussi harmonieux de la société, dans laquelle il vit, et constitue un véritable programme sociologique.

### Positivisme religieux
Dans cette phase, Auguste Comte cherche à concilier les principes de la rationalité scientifique avec l'amour humain, qu'il a découvert par sa rencontre avec Clotilde de Vaux. Après la mort de Clotilde (1846), il lui voue un culte « positiviste » – où il reprend certains aspects des cultes précédemment suivis dans l’humanité dont, surtout, les modalités fétichistes et catholiques.
Comte fut en effet aussi influencé  par les études de l'ethnologue Charles de Brosses sur le fétichisme des peuples dits primitifs. Il considéra que le fétichisme était plutôt une manifestation de la simplicité de ces peuples, par opposition à l'orgueil de l'occident. On ne peut donc pas considérer que Comte ait été à l'origine du racialisme, puisque ces doctrines furent développées ultérieurement.

#### Système et religion
Dans cette phase, Comte considère que sa vie privée concerne toute l'humanité. Il cherche à réorganiser son système philosophique antérieur et développe les principes d'organisation qui doivent, selon lui, fonder les sociétés humaines. « La religion constitue donc pour l'âme, un processus normal, exactement comparable à celui de la santé envers le corps. » (in Système de politique positive)
D'après Raymond Aron, reprenant l'analyse d'Auguste Comte: « L'homme a besoin de religion, parce qu'il a besoin d'aimer quelque chose qui le dépasse. Les sociétés ont besoin de religion parce qu'elles ont besoin d'un pouvoir spirituel, qui consacre et modère le pouvoir temporel et rappelle aux hommes que la hiérarchie des capacités n'est rien à côté de la hiérarchie des mérites. »
Comte est amené à définir une morale, qu'il fonde sur l'ordre, le progrès et l'altruisme. Il vise le bien de l'humanité définie comme Grand Être, et dont il est le "grand prêtre".
Une deuxième phase, qui se déroule de 1846 à 1857, correspond à ce que l'on appelle quelquefois le positivisme religieux, en raison des applications politiques que Comte tire de sa doctrine : sacerdoce et prêtrise positivistes, culte de la science et de l'humanité, calendrier avec les noms des grands savants, organisation de la société par et pour la science. On fait également référence à cette période comme celle de la méthode subjective.

#### Utopie
Admirateur de Bonald et Maistre, se méfiant des avocats et juristes, métaphysiciens fauteurs de révolutions, Comte a durci les positions de Saint-Simon, dont il fut le secrétaire de 1817 à 1824.
Théoricien du passage de la société aristocratique guerrière à la société industrielle moderne, Comte approuva la destruction de la féodalité et des distinctions liées à la naissance, mais il critiqua aussitôt la Révolution et les « divagations » de la « métaphysique » de 1789. Avec l'ambition de reconstruire une société à partir d'une politique fondée sur des suppositions abstraites et non sur une organisation positive de l'économie, la Révolution a selon lui érigé un ordre social hostile aux travailleurs, en détruisant les associations protectrices traditionnelles.
Philosophe, considéré comme un des fondateurs de la sociologie, envisagée comme une science globale, Auguste Comte souhaite restaurer l'ordre rompu par une Révolution, contraire aux lois sociologiques et au progrès, de même qu'il soulignait que Napoléon allait au rebours de l'Histoire en cherchant à rétablir un ordre guerrier. Il s'opposa au parlementarisme, qu'il voyait comme un accident de l'histoire anglaise que les Constituants avaient voulu imposer à la suite d'une double erreur sur la nature des institutions représentatives et sur l'histoire de France.
Le nouvel ordre souhaité par Comte devait être le fruit d'un pouvoir spirituel rénové, gage de l'unité sociale, où l'administration des choses aurait remplacé le gouvernement des hommes.

#### Critiques
De nombreux disciples et/ou admirateurs contemporains de la philosophie d'Auguste Comte ont rejeté dans les grands traits la deuxième partie de son travail. Ainsi, pour Émile Littré, elle est incohérente avec la méthode de la philosophie positive. Quant à John Stuart Mill, il s'étonne dans la deuxième partie du livre qu'il lui consacre, intitulée « Dernières spéculations d'Auguste Comte », du ridicule de certaines propositions et prescriptions, au point de parler d'une « dégénération intellectuelle » chez Comte.

### Structure de l’œuvre

#### Systématisation

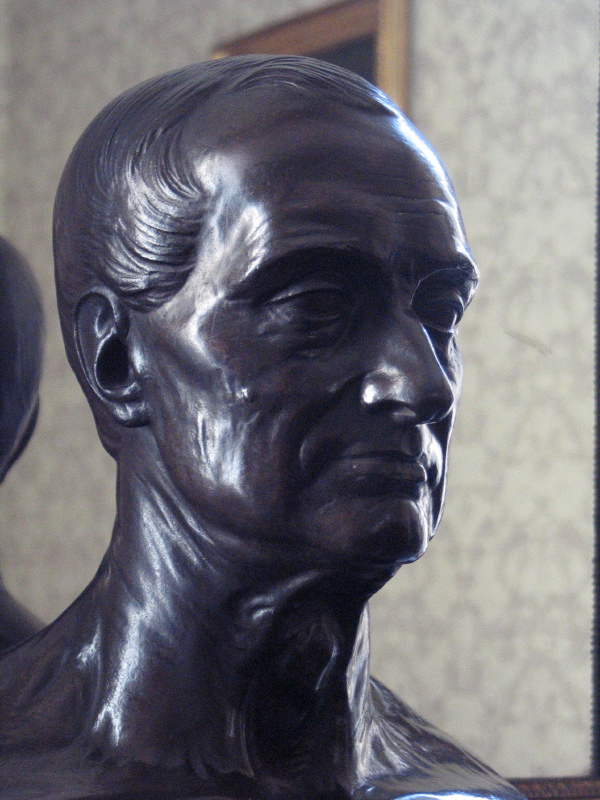
Buste d'Auguste Comte

Si la pensée comtienne a beaucoup évolué, l'effort de systématisation est une constante, et ce, dès les premiers écrits.
L'effervescence encyclopédique du début du siècle, dans laquelle les programmes de Saint-Simon s'inscrivent, est à l'origine du Cours de philosophie positive que Comte définit régulièrement comme son « travail encyclopédique ». Annie Petit qualifie de « volonté de système » cet effort constant vers la systématisation la plus aboutie possible.
En plus d'affirmer l'existence de ces trois grands modes de pensée, Comte propose une loi concernant l'évolution de chaque grande classe des connaissances humaines : celles-ci passent par trois états, de l'état théologique vers l'état métaphysique, puis vers l'état positif ; l'état métaphysique, s'il n'en est pas moins nécessaire, n'étant qu'une étape de transition entre les deux autres modes.
De cela, Comte déduit que le mode de pensée positif est « destiné à prévaloir finalement par l'effet de la conviction où l'on arrivera universellement que tous les phénomènes, sans exception, sont gouvernés par des lois invariables, avec lesquelles aucune volonté naturelle ou surnaturelle n'entre en lutte ». Ce stade de développement de l'humanité une fois atteint, les deux concepts historiquement antinomiques d'ordre et de progrès seront rendus compatibles.
Auguste Comte croit que l'ensemble des phénomènes observables sont soumis à des lois causales immuables dans le temps et l'espace et que le but de la science est de rechercher ces lois (ce qui correspond au travail d'analyse). Lorsque cela est possible, elle a également pour but de réduire le nombre de ces lois en cherchant des identités de cause, des similitudes de formes, etc. (ce qui correspond au travail de synthèse).
On a vu qu'Henri de Lubac considère que la loi des trois états correspond non à des successions d'états dans l'Histoire, mais à trois aspects des choses. On a vu aussi les quatre ordres que distingue André Comte-Sponville[réf. nécessaire].

#### Sources et influences
À la fin du XVIIIe siècle, la notion de sciences positives est déjà bien présente. Dans la continuité des découvertes d'Isaac Newton, les sciences exactes telles que les mathématiques ou la physique doivent rendre possible la compréhension de l'évolution du progrès humain.
Héritier des encyclopédistes, dont il reprend les ambitions, Saint-Simon employait déjà le terme de positivisme, que Comte a l'occasion d'étendre à sa philosophie pendant les années où il travaille avec lui comme secrétaire particulier.
Si les fondements de la philosophie positive ne sont donc nullement une découverte d'Auguste Comte (ce qu'il n'a jamais nié), il a apporté à cette doctrine un nouveau tour en montrant ce qu'elle n'était pas. 
Auguste Comte a puisé ses références dans des philosophies du XVIIe siècle et du XVIIIe siècle, à l'exception de Roger Bacon qui est la seule source antérieure. John Stuart Mill, avec qui Comte a longtemps collaboré, analyse l’œuvre comtienne comme étant indissociable de ces sources d'inspirations, « qu'il regarde comme étant collectivement les fondateurs de la Philosophe Positive ». Par exemple, Comte trouve des prédécesseurs chez :
- Roger Bacon : Comte retiendra des idées de ce grand penseur franciscain du XIIIe siècle la critique de certaines conceptions du XIIIe siècle, qui faisaient défaut en matière de méthode expérimentale ;
- Francis Bacon : Comte partage avec lui le souci d'une philosophie première, tout en ignorant un autre empiriste de cette époque, Robert Boyle ;
- René Descartes : Comte se prétend le successeur de Descartes, dont il retient le raisonnement analytique, mais pas le principe de la métaphysique ; il ne partage pas la préoccupation d'une intuition des principes premiers ;
- Blaise Pascal[96] ;
- David Hume ;
- Charles de Brosses : ethnologue du XVIIIe siècle, Comte reprend ses idées sur le fétichisme des peuples dits primitifs ;
- Condorcet : il marque durablement la pensée comtienne, sur la notion de progrès par les sciences ;
- Joseph de Maistre ;
- Louis de Bonald ;
- Saint-Simon ;
- Xavier Bichat : Comte est très influencé par la physiologie ;
- Franz Joseph Gall.

Pour certains, la position de Comte révèle toutefois certaines ambiguïtés, lorsqu'il se réclame de Kant et de Leibniz pour affirmer qu'il existe chez l'homme des « dispositions mentales » spontanées, et fait référence à un bon sens ou à une « raison commune spontanée » chez l'homme[réf. nécessaire].

## Postérité

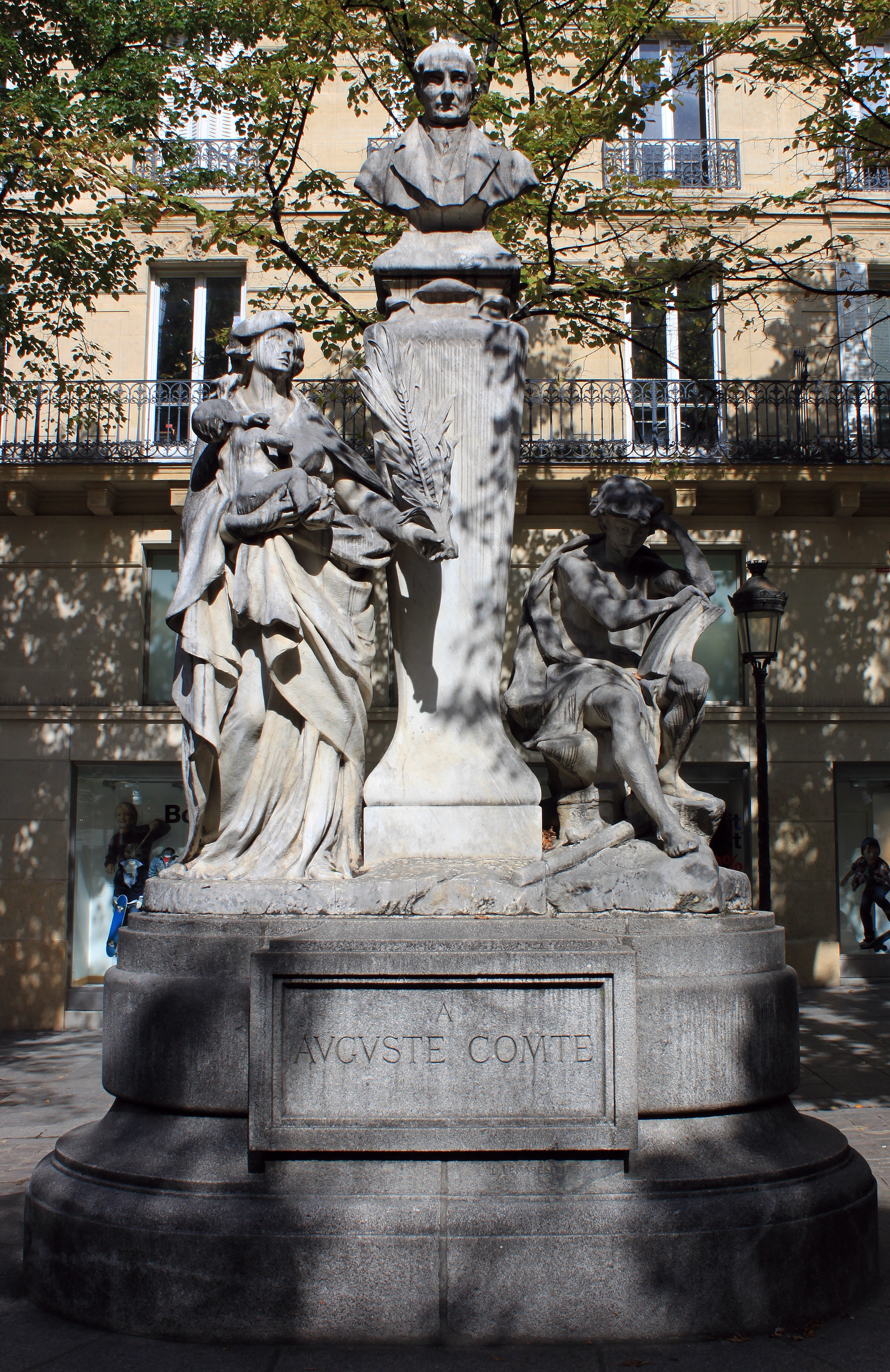
Monument à Auguste Comte, place de la Sorbonne à Paris

### Comte et Paris
Paris, ville très appréciée du philosophe, doit jouer selon lui un rôle phare dans la future République Occidentale qu'il appelle de ses vœux : 
« Paris, par attachement symbolique autant que par conviction philosophique, a été la terre d'élection du positivisme. Elle demeure actuellement la ville où l'influence de ce courant se fait encore le plus sentir ».
En 1854, Comte décrit la capitale comme une "métropole humaine" à laquelle il est "incorporé" depuis 40 ans. "Ville des philosophes", elle possède un caractère universel du fait de la variété des populations qui y vivent, et doit devenir la capitale sainte de la religion de l'Humanité. Dans un futur positiviste, Comte redessine la cité, en imaginant des statues ou en se réappropriant certains monuments tels que Notre-Dame, où il est convaincu "qu'avant 1860, [il] prêcherait le positivisme [...] comme seule religion réelle et complète". Il a pour projet à la fin de sa vie de rédiger une brochure intitulée Paris, dont la maxime est : Paris, c'est la France, l'Occident, la Terre, mais qui ne verra jamais le jour.

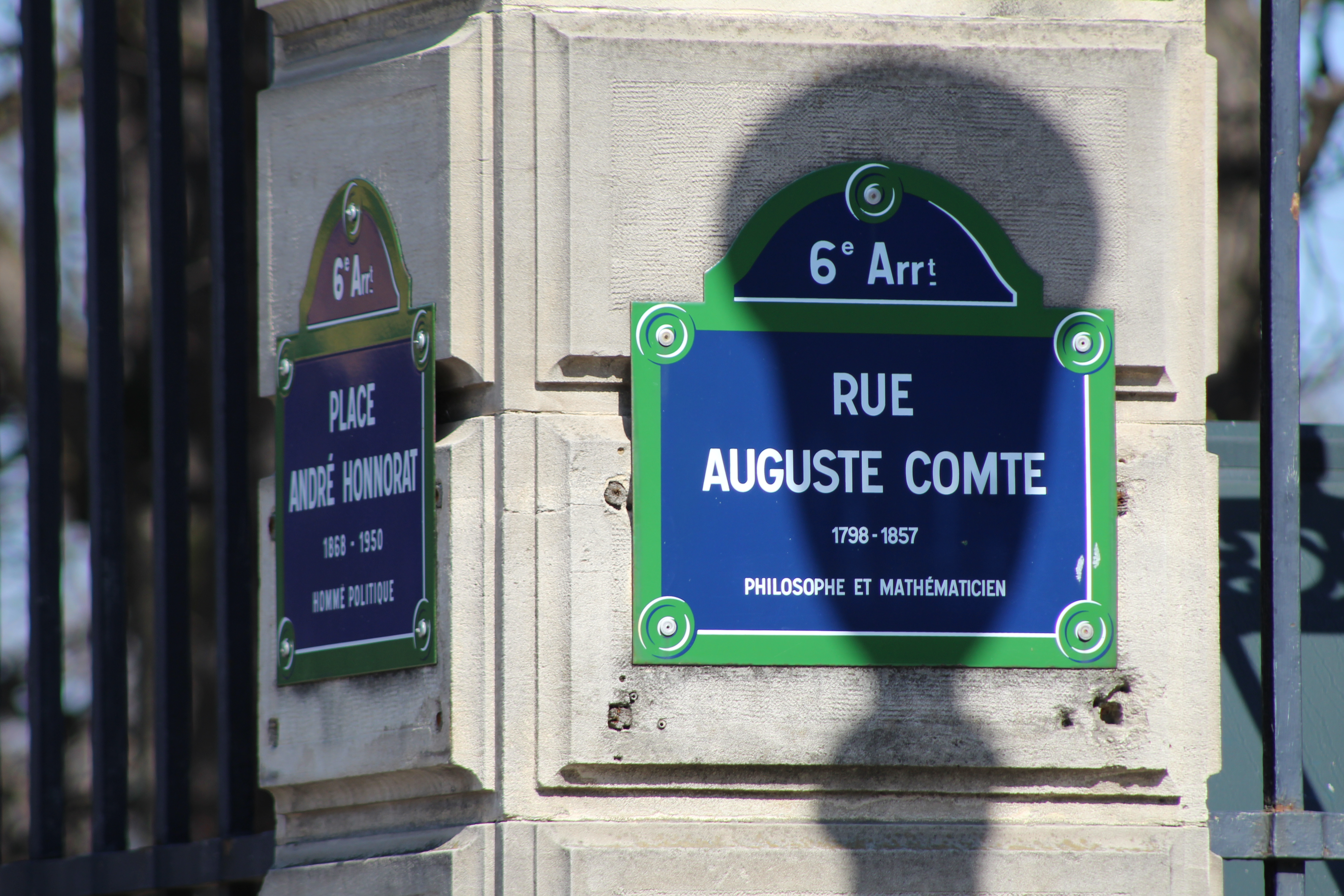
Rue Auguste Comte, près du Jardin du Luxembourg

Si beaucoup de ces initiatives n'ont pas vu le jour, la postérité de Comte est toujours visible aujourd'hui dans le paysage parisien à travers les rues, les tombes et les statues.
Le 17 juin 1885, une rue Auguste Comte est inaugurée dans le VIe arrondissement. Réalisée par Jean-Antoine Injalbert, une statue d'Auguste Comte a été inaugurée en 1902 place de la Sorbonne, sous la présidence du général André, en présence de membres de la société positiviste. Des personnalités telles que Jules Ferry, Émile Durkheim, Camille Pelletan, Georges Clemenceau et Ernest Renan font partie du comité de patronage.
Une rue Clotilde de Vaux relie le boulevard Beaumarchais à la rue Amelot ; une statue de Clotilde par Décio Villarès accueille le passant.
Près de son domicile du 5, rue Payenne, le positiviste brésilien Teixeira Mendes (pt) a fait construire en 1903 une chapelle de l'Humanité, réplique miniature des temples brésiliens, qui traduit l'attachement des positivistes français et étrangers à la ville de Paris.
Un timbre-poste à l'effigie d'Auguste Comte, dessiné et gravé par Charles Mazelin, a été émis en 1957 pour marquer le centenaire de sa mort.

### Comte et la Troisième République
Le positivisme a exercé une influence très importante sur l'évolution des idées en France après le décès de son fondateur : "la philosophie positive, et le positivisme qui la déploie furent la philosophie dominante et pour ainsi dire la philosophie officielle de la Troisième République". Au XIXe siècle, en France, le parti républicain - et notamment les radicaux-socialistes - s'en inspire largement.
Au XXe siècle, un des principaux soutiens de la doctrine de Comte est Charles Maurras, théoricien et le chef de file du mouvement nationaliste français d'inspiration anti-allemande entre les deux guerres. À première vue, il peut sembler surprenant que le positivisme ait été d'abord la doctrine de certains hommes de gauche pour être ensuite promue par l'extrême droite. Cela peut s'expliquer cependant, selon l'historien Henri Denis : « Auguste Comte a été vénéré par les républicains au XIXe siècle en tant qu'il fait l'apologie de la science et l'oppose à la religion. Mais au XXe siècle,  ce sont surtout ses idées sociales qui sont utilisées par l'extrême droite. » C'est principalement la notion d'ordre dans les sciences, et d'ordre dans la société par prédominance d'un corps savant, qui intéresse Maurras chez Comte.

### Comte et le monde
L'influence s'est fait sentir d'abord dans une partie de l'Europe : Angleterre, Portugal, puis s'est étendue à d'autres pays et d'autres continents : les États-Unis, la Russie, le Brésil, le Mexique, la Turquie, le Chili etc.
Dans le monde anglo-saxon, le positivisme s'est manifesté par certaines formes d'altruisme, qui à travers John Stuart Mill rejoignent les théories utilitaristes de Jeremy Bentham. Herbert Spencer a aussi subi l'influence positiviste.
Les États-Unis ont été influencés à travers le positivisme anglais.
En Amérique latine, Raquel Capurro note que ce sont des médecins qui ont apporté le positivisme à travers les mouvements révolutionnaires, qui se sont produits sur ce continent. Il a pris une forme scientifique ou « religieuse » selon les cas, parfois aussi politique.
Une partie importante des hauts gradés de l’armée brésilienne au XIXe siècle, à l’instar des intellectuels, étaient républicains et positivistes.
Ainsi, en 1889, lorsqu’ils renversèrent l’empereur  Pierre II du Brésil, ils firent inscrire sur le drapeau de la République la devise « Ordem e Progresso » («Ordre et progrès»).

### Comte et sa réception par les intellectuels
L’œuvre de Comte est une œuvre disputée. Si philosophie comtienne et positivisme se sont démarqués de l'héritage des Lumières en le dépassant, et en apportant des questionnements et des réponses propres à leur époque, ils apparaissent dès le siècle suivant surannés et ambigus :

« [La philosophie positive] connut le sort de ce qui est connu sans l'être vraiment : d'une part, au sein de ceux qui s'en réclamaient, les interprétations concurrentes se sont multipliées, ainsi que les querelles d'écoles ; d'autre part, parmi ceux qui en parlaient, que ce soit pour l'éloge ou le blâme, beaucoup se référaient à une vulgate générale, confondant parfois les positions explicites de Comte avec les modifications voire les dérives apportées par les disciples plus ou moins fidèles, ou avec ce que les adversaires en avaient caricaturés. »

— Annie Petit, Le Système d'Auguste Comte : de la science à la religion par la philosophie (2016)
À la fois réflexion sur les sciences et programme sociopolitique, le positivisme comtien a beaucoup évolué durant la vie de Comte même. Par la suite, le terme de "positivisme" a également été récupéré par d'autres penseurs, qui ont contribué à en complexifier la compréhension actuelle.
- Le philosophe des sciences Émile Meyerson, dans son livre La Déduction relativiste (1925), apprécie ainsi le projet comtien :

« Ce que rêvait Comte, c'était en effet une véritable organisation, comme la comprennent les partisans de l'autorité ; les croyances du public en matière de science et, plus encore, le travail de recherche des savants eux-mêmes, devaient être strictement réglés et surveillés par un corps constitué, composé d'hommes jugés compétents et armés de toutes les rigueurs du bras séculier. Cette réglementation devait, bien entendu, comme c'est le cas, partout et toujours, de toute réglementation, consister principalement en interdictions, et Comte a tracé d'avance le programme de quelques-unes d'entre ces dernières. Défense de se livrer à des investigations autres que « positives », c'est-à-dire ayant pour objet la recherche d'une loi ; défense de toute tentative visant à pénétrer des problèmes que l'homme, manifestement, n'avait aucun intérêt à connaître et qui, d'ailleurs, pour cette raison même, devaient rester entièrement impénétrables à son esprit, tels que, par exemple, la constitution chimique des astres […]. »

- Le théologien catholique Henri de Lubac, dans Le Drame de l'humanisme athée (1944), a consacré une section à Auguste Comte et sa loi des trois états[103] :

« On a fait remarquer […] qu’en réalité ce que Comte a pris pour trois états successifs, ce sont bien plutôt « trois modes coexistants de la pensée », correspondant à trois aspects des choses ; que le progrès consiste à distinguer de mieux en mieux ces trois aspects, perçus d'abord dans une sorte d'unité chaotique ; si donc il est vrai de dire que la physique (entendant par ce mot toute science) a commencé par être théologique, il serait tout aussi vrai de dire que la théologie a commencé par être physique, et la loi de l'évolution ne tend pas plus à évacuer la théologie que la science, mais à les « purifier » l'une et l'autre en les différenciant. »

- John Stuart Mill qui a consacré un livre à Auguste Comte (Auguste Comte et le positivisme) pense que les objections de ce genre[Lesquelles ?] sont « fondées sur une compréhension imparfaite ou plutôt sur un simple premier coup d'œil » :

« Quelques-uns (...) regardent la doctrine des trois phases successives [sic] de spéculation et de croyance comme incompatible avec ce fait qu'elles ont été toutes les trois contemporaines : c'est absolument comme si la succession naturelle de l'état cynégétique, de l'état nomade et de l'état agricole, pouvait être réfutée par le fait qu'il y a encore des chasseurs et des nomades. Que les trois phases aient été contemporaines, qu'elles aient commencé avant l'histoire authentique et qu'elles coexistent encore, c'est ce qu'établit expressément M. Comte; ainsi que ce fait que l’avènement des deux derniers modes de penser fut la cause même qui désorganisa et continue à détruire graduellement le mode primitif. L'explication théologique des phénomènes fut jadis universelle, à l'exception, sans doute, des faits familiers qui, comme on vit dès lors même qu'ils étaient sous l'empire de la volonté humaine, relevaient déjà du mode Positif de penser. (...) A une période plus avancée, quand on en vint à comprendre à un certain degré le caractère véritable des lois positives de la nature, et que l'idée théologique eût revêtu, chez les esprits scientifiques, son caractère final, à savoir celui d'un Dieu gouvernant au moyen de lois générales, l'esprit Positif, n'ayant désormais plus besoin de l'entremise fictive d'entités imaginaires, entreprit la tâche facile de détruire l'instrument de sa propre apparition. Mais, bien qu'il ait renversé la véritable croyance à la réalité objective de ces abstractions, cette croyance a laissé derrière elle dans l'esprit humain des tendances vicieuses qui sont encore bien loin d'être effacées, et que nous aurons bientôt occasion de caractériser. »

- Ces vues ont été reprises par Jacques Maritain, qui a distingué l'état « nocturne » et l'état « solaire » de la science et de la religion (« Signe et symbole », Revue thomiste, 1938).